# 1976
Het jaar 1976 is een jaartal volgens de christelijke jaartelling.

## Gebeurtenissen
januari
- 2 - De Salomonseilanden krijgen zelfbestuur en zetten hiermee een eerste stap naar onafhankelijkheid van het Verenigd Koninkrijk.
- 4 - De eerste aflevering van Sesamstraat wordt uitgezonden in Nederland en Vlaanderen.
- 5 - Op de Nederlandse radio gaat het late-avondprogramma Met het Oog op Morgen van start.
- 15 - Hussein Onn wordt aangeduid als nieuwe eerste minister van Maleisië.
- 20 - Het Bloedbad van Damour is een aanval van Palestijnse militanten gedurende de Libanese burgeroorlog op het stadje Damour.
- 21 - Eerste reguliere vluchten van de Concorde: vanuit Londen vertrekt een British Airways-Concorde naar Bahrein en in Parijs vertrekt een Air France-Concorde naar Rio de Janeiro.

februari
- 4 - 22.000 mensen komen om bij een aardbeving in Guatemala en Honduras.
- 4 - In Innsbruck wordt het startschot gegeven van de 12e Olympische Winterspelen.
- 21 - In Örnsköldsvik worden de eerste Paralympische Winterspelen geopend.
- 27 - Stephen Holland scherpt in Sydney het wereldrecord op de 1500 meter vrije slag aan tot 15.10,89. Het oude record (15.20,91) stond sinds 21 juni 1975 op naam van de Amerikaanse zwemmer Tim Shaw.

maart
- 18 - Terwijl de Arubaanse vlag voor het eerst wordt gehesen in het Wilhelmina Stadion in Oranjestad, wordt het Aruba dushi tera voor het eerst gezongen als het Arubaanse volkslied.
- 24 - Militaire putsch in Argentinië, president Isabel Perón wordt aan de kant gezet, de macht wordt overgenomen door een militaire junta onder leiding van Jorge Videla.
- 27 - Freddy Maertens wint de elfde editie van de Amstel Gold Race.
- 29 - Bijna elf jaar na de hernieuwde onafhankelijkheid verlaten de laatste Britse militairen de Maldiven.

april
- 1 - Apple Computer Company wordt opgericht door Steve Jobs, Steve Wozniak en Ronald Wayne.
- 5 - In China leiden hevige protesten op het Tiananmen-plein tot een incident waarbij ten minste zestig demonstranten omkomen.
- 21 - Eerste televisie-uitzending van Veronica, onder andere met Starsky and Hutch.
- 24 - Tsjecho-Slowakije wint het wereldkampioenschap ijshockey voor A-landen in Polen.

mei
- 1 - AG Ems opent een veerdienst tussen de Eemshaven en het Duitse Waddeneiland Borkum.
- 1 - Vertrek vanuit Hawaï van de Hokule'a, een reiskano zonder moderne hulpmiddelen, voor een tocht naar Tahiti. Het historische vaartuig is gebouwd door de Polynesian Voyage Society, die wil aantonen dat de Polynesiërs in de prehistorie in staat waren te navigeren op de sterren, met name op Arcturus.
- 4 - Een treinbotsing in Schiedam kost 24 mensen het leven.
- 9 - Ulrike Meinhof van de RAF wordt dood aangetroffen in haar cel in de gevangenis in Stuttgart-Stammheim.
- 12 - De Spaanse supertanker 'Urquiola' loopt bij A Coruña aan de grond en besmeurt ruim 100 kilometer strand met ruwe olie.
- 13 - Ontslag van de Italiaan Angelo Felici als nuntius in Nederland en benoeming van de Ier John Gordon tot zijn opvolger.
- 18 - Justitie legt in overleg met minister Dries van Agt beslag op de apparatuur van de abortuskliniek Bloemenhove in Heemstede (Noord-Holland).
- 22 - Guy Thys wordt bondscoach van het Belgisch nationale voetbalteam.
- 24 - Paus Paulus VI creëert 21 nieuwe kardinalen.
- 29 - Zuid-Afrika zegt een bestelling voor Rijn-Schelde-Verolme voor de levering van reactorvaten af. De order gaat nu naar Frankrijk. Daarmee voorkomt het apartheidsregime het uiteenvallen van het kabinet-Den Uyl.

juni
- 3 - De Hokule'a arriveert veilig in Tahiti.
- 4 - Bij het debuutoptreden van de punkband Sex Pistols in Manchester zijn slechts veertig man aanwezig. Maar onder hen zijn Peter Hook en Bernard Sumner (Joy Division/New Order), Steven Patrick Morrissey (The Smiths), Mick Hucknall (Simply Red), Mark E. Smith (The Fall) en Steve Shelley en Howard Devoto (Buzzcocks). Ook de latere oprichters van het label Factory Records zijn aanwezig.
- 6 - Begin van de Opstand in Soweto, na de beslissing van de Zuid-Afrikaanse regering om de helft van alle lessen voortaan in het Afrikaans te gaan geven.
- 17 - China test zijn eerste waterstofbom.
- 19 - Huwelijk van koning Karel XVI Gustaaf van Zweden en Silvia Sommerlath in Stockholm.
- 19 - Door het gastland Joegoslavië te verslaan behaalt het Nederlands Elftal de derde plaats op het Europees kampioenschap voetbal mannen.
- 20 - Tsjecho-Slowakije wint in Belgrado het EK voetbal door titelverdediger West-Duitsland in de finale na strafschoppen (5-3) te verslaan. De winnende penalty is een klassieker van Antonin Panenka.
- 21 - Brian Goodell verbetert in Long Beach het wereldrecord op de 1500 meter vrije slag tot 15.06,66. Het oude record (15.10,89) stond sinds 27 februari op naam van de Australische zwemmer Stephen Holland.
- 21 - De communistische partij van Enrico Berlinguer boekt winst bij de verkiezingen in Italië.
- 22 - Het Canadese Lagerhuis schaft de doodstraf af.
- 27 - De exprestrein Amsterdam-Parijs ontspoort nabij Neufvilles (Henegouwen). Er vallen 11 doden en 24 zwaargewonden. De trein vervoerde hoofdzakelijk Nederlandse vakantiegangers.
- 28 - De PLO kaapt een toestel van Air France onderweg van vliegveld Ben Gurion in Tel Aviv (Israël) naar Parijs. Na een korte tussenstop in Libië wordt het toestel gedwongen door te vliegen naar Entebbe in Oeganda.
- 29 - De Seychellen worden onafhankelijk van het Verenigd Koninkrijk.

juli
- 2 - Noord- en Republiek Zuid-Vietnam worden herenigd en vormen de Socialistische Republiek Vietnam. De stad Saigon wordt omgedoopt tot Ho Chi Minhstad.
- 3 - De Israëlische actie begint om ruim honderd joodse gijzelaars te bevrijden uit een gekaapte luchtbus van Air France op het vliegveld van Entebbe (Oeganda).
- 4 - Het Israëlisch Defensieleger voert Operatie Entebbe uit, een bevrijdingsactie van gijzelaars op het vliegveld Entebbe en slaagt erin vrijwel alle gijzelaars van de PLO en de Revolutionaire Cellen aldaar ongedeerd te bevrijden.
- 7 - Er woedt in Nederland een zeer grote brand op de heide van de Hoge Veluwe.[1] Men weet net voor Arnhem de brand te stoppen. 400 hectare gaat verloren.
- 8 - Afkondiging van de wet op het Openbaar Centrum voor Maatschappelijk Welzijn in België.
- 17 - In België viert koning Boudewijn zijn 25 jaar koningschap. Bij deze gelegenheid wordt de Koning Boudewijnstichting opgericht.
- 17 - In Montreal starten de 21e Olympische Zomerspelen.
- 17 - Indonesië lijft het bezette Oost-Timor, tot 1975 een Portugese kolonie, in als 27e provincie met de naam Timur Timur.
- 18 - De Belgische wielrenner Lucien Van Impe wint de 63e Ronde van Frankrijk, vóór Joop Zoetemelk.
- 20 - Brian Goodell scherpt bij de Olympische Spelen in Montreal zijn eigen wereldrecord op de 1500 meter vrije slag aan tot 15.02,40. Het oude record (15.06,66) stond sinds 21 juni op naam van de Amerikaanse zwemmer.
- 20 - Het onbemande ruimtevaartuigje Viking 1 maakt een zachte landing op de planeet Mars.
- 21 - De Britse ambassadeur in Dublin, Christopher Ewart-Biggs, wordt vermoord door de IRA.
- 28 - Alle zes miljoen inwoners van Peking verblijven dagenlang op straat na zeer zware aardbevingen, die het noordoosten van China treffen en het leven eisen van 240.000 mensen.
- 29 - Giulio Andreotti wordt voor de tweede maal eerste minister van Italië.
- 31 - Big Thompson Canyon in Denver, Colorado wordt geteisterd door zwaar onweer en een overstroming waarbij 139 slachtoffers vallen.

augustus
- 1 - Niki Lauda crasht op de Nürburgring Nordschleife in de linkerbocht voor bergwerk en krijgt daardoor blijvende brandwonden.
- 3 - De vijfde Paralympische Spelen gaan van start in Toronto.
- 4 - Nederlands televisiedebuut van het poppenduo Bert en Ernie in Sesamstraat.
- 21 - In het Nederlandse Heerlen wordt de "Lange Jan", de 135 meter lange schoorsteen van de voormalige mijn Oranje Nassau I, wordt opgeblazen. De schoorsteen valt verkeerd en beschadigt een kantoorgebouw.
- 25 - De Nederlander Harm Wiersma wordt wereldkampioen dammen.
- 26 - In Nederland presenteert de Commissie-Donner haar rapport over de Lockheed-affaire.
- 30 - Bij de viering van het 40-jarig bestaan van het ABC Cabaret overhandigt Wim Kan de Louis Davidsring aan Herman van Veen.

september
- 3 - Viking 2 landt op Mars.
- 4 - Palestijnse terroristen kapen een KLM-vliegtuig en eindigen op Cyprus.
- 10 - Een Brits vliegtuig en een Joegoslavisch vliegtuig botsen bij Zagreb: 176 mensen komen om.
- 19 - In Zweden wordt een nieuw parlement verkozen. De drie oppositiepartijen (liberalen, centristen en conservatieven) slagen er in om samen een absolute meerderheid te winnen. Voor het eerst in 44 jaar worden de Socialdemokraterna (S) van de macht verdreven.
- 19 - De voormalige dictator Thanom Kittikachorn keert als monnik terug in Thailand.
- 20 - Koning Boudewijn opent in Brussel de eerste metrolijn in België.
- 22 - Portugal treedt toe tot de Raad van Europa.

oktober
- 5 - De Nederlandse historicus Loe de Jong publiceert een vernietigend rapport over Friedrich Weinreb.
- 6 - Aan de Thammasat-universiteit in Bangkok wordt door politie en paramilitaire groepen een bloedbad aangericht onder linkse studenten.
- 10 - In België vinden er gemeenteraadsverkiezingen plaats.
- 13 - Een Boeing 707-vrachtvliegtuig stort neer op een school in Santa Cruz (Bolivia). 100 mensen sterven, onder wie 93 schoolkinderen.
- 26 - Transkei is het eerste thuisland dat door Zuid-Afrika onafhankelijk verklaard wordt. Geen enkel ander land zal Transkei erkennen.

november
- 2 - De democraat Jimmy Carter wordt tot 39e president van de Verenigde Staten gekozen. Het is de eerste keer sinds 1850 dat een president uit het diepe zuiden wordt gekozen. Bovendien is het de eerste keer sinds 1932 dat een staatshoofd in functie (president Gerald R. Ford) verslagen wordt door zijn uitdager. De overwinning van de 52-jarige ex-gouverneur van Georgia is miniem. Hij haalt 52% van de uitgebrachte stemmen. Met name de 'onafhankelijke' kandidaat Eugene McCarthy heeft hem dwarsgezeten.
- 8 - In Schoonebeek (Nederland) begeeft de afsluiter van een van de olieputten het, waardoor een groot deel van het dorp wordt bedekt onder een laagje oliehoudend zand.
- 15 - De Nederlandse oorlogsmisdadiger Pieter Menten verdwijnt spoorloos. (Zie: de Zaak-Menten.)

december
- 1 - José López Portillo legt de eed af als president van Mexico.
- 2 - Fidel Castro wordt president van Cuba.
- 3 - Patrick Hillery wordt de zesde president van Ierland.
- 3 - Tijdens een fotosessie voor de cover van het album Animals van Pink Floyd bij Battersea Power Station in Londen raakt een 12 meter lange ballon in de vorm van een varken los en zweeft in de aanvliegroute voor vliegtuigen naar Heathrow. Het varken bereikt een hoogte van 18.000 voet (5.4 kilometer) voordat het weer naar beneden komt.
- 6 - De Nederlandse oorlogsmisdadiger Pieter Menten wordt nabij Zürich gearresteerd, dankzij het speurwerk van journalist Hans Knoop.
- 14 - In de Nederlandse Eerste Kamer wordt een initiatiefwet van PvdA en VVD tot legalisering van abortus provocatus, die in de Tweede Kamer is aangenomen, verworpen door toedoen van VVD-senatoren onder leiding van Haya van Someren-Downer.
- 17 - Première van de film A Star Is Born met Barbra Streisand.

zonder datum
- De eerste dagen van januari raast een zware storm over Nederland en België en richt overal ernstige schade aan. In de Belgische gemeente Ruisbroek overstroomt de rivier de Rupel en zet de huizen van 800 gezinnen onder 4,5 m water. Nadien heeft het van februari tot juli haast niet geregend.
- Een stationaire anticycloon boven Oost-Europa veroorzaakt in de maand juni een uitzonderlijke hittegolf. De gemiddelde temperatuur stijgt tot 19,6 °C (normaal 14,9 °C) en het aantal uren zonneschijn loopt op tot 305 (normaal 197). Een en ander veroorzaakt catastrofale situaties in de landbouw. Door uitputting van de waterlagen wordt op vele plaatsen het drinkwater gerantsoeneerd.
- Sony brengt de Betamax-videocassette op de markt.
- Rusland zet de AK-74 in massaproductie.
- De PLO treedt toe tot de Arabische Liga.

## Muziek
- Het Eurovisiesongfestival wordt gewonnen door de Britse inzending: Save your kisses for me, uitgevoerd door de Brotherhood of Man (het festival werd gehouden in het Nederlandse Den Haag).
- 8 december - The Eagles brengen Hotel California uit, een van de bestverkochte albums aller tijden.

## Beeldende kunst

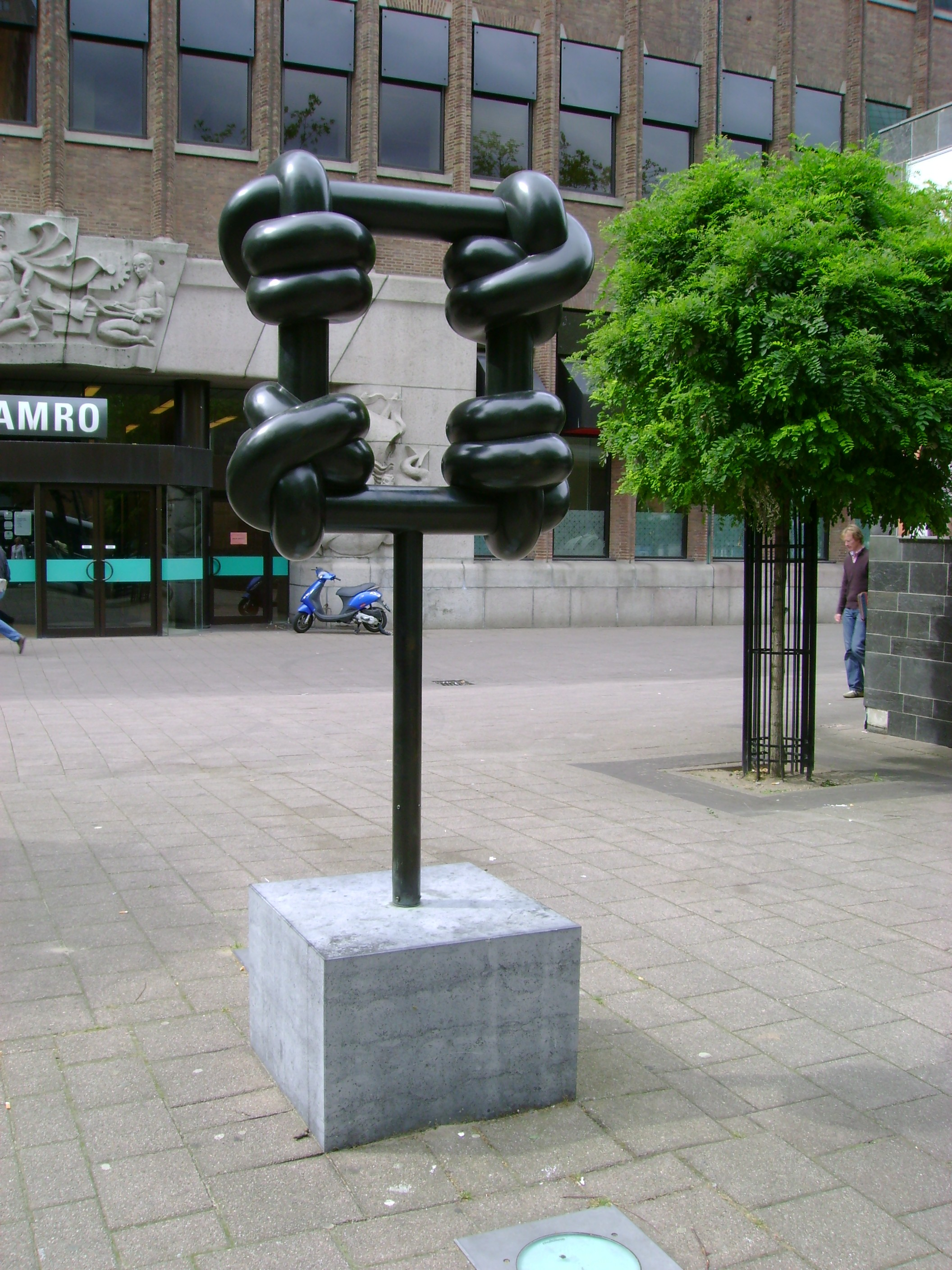
The Knot, Shinkichi Tajiri, Rotterdam Coolsingel
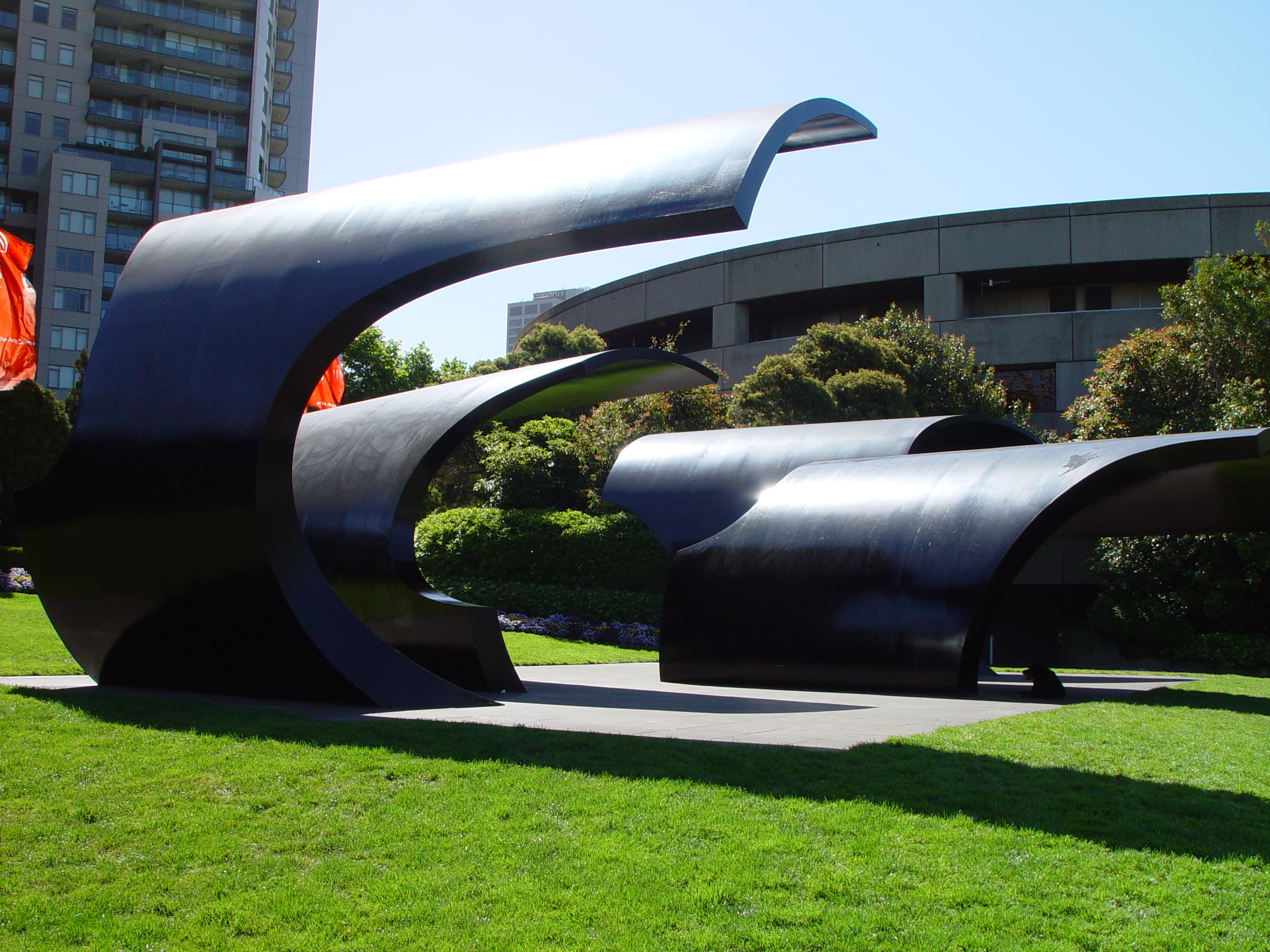
Forward Surge (1976) Inge King, Melbourne Arts Centre

## Bouwkunst

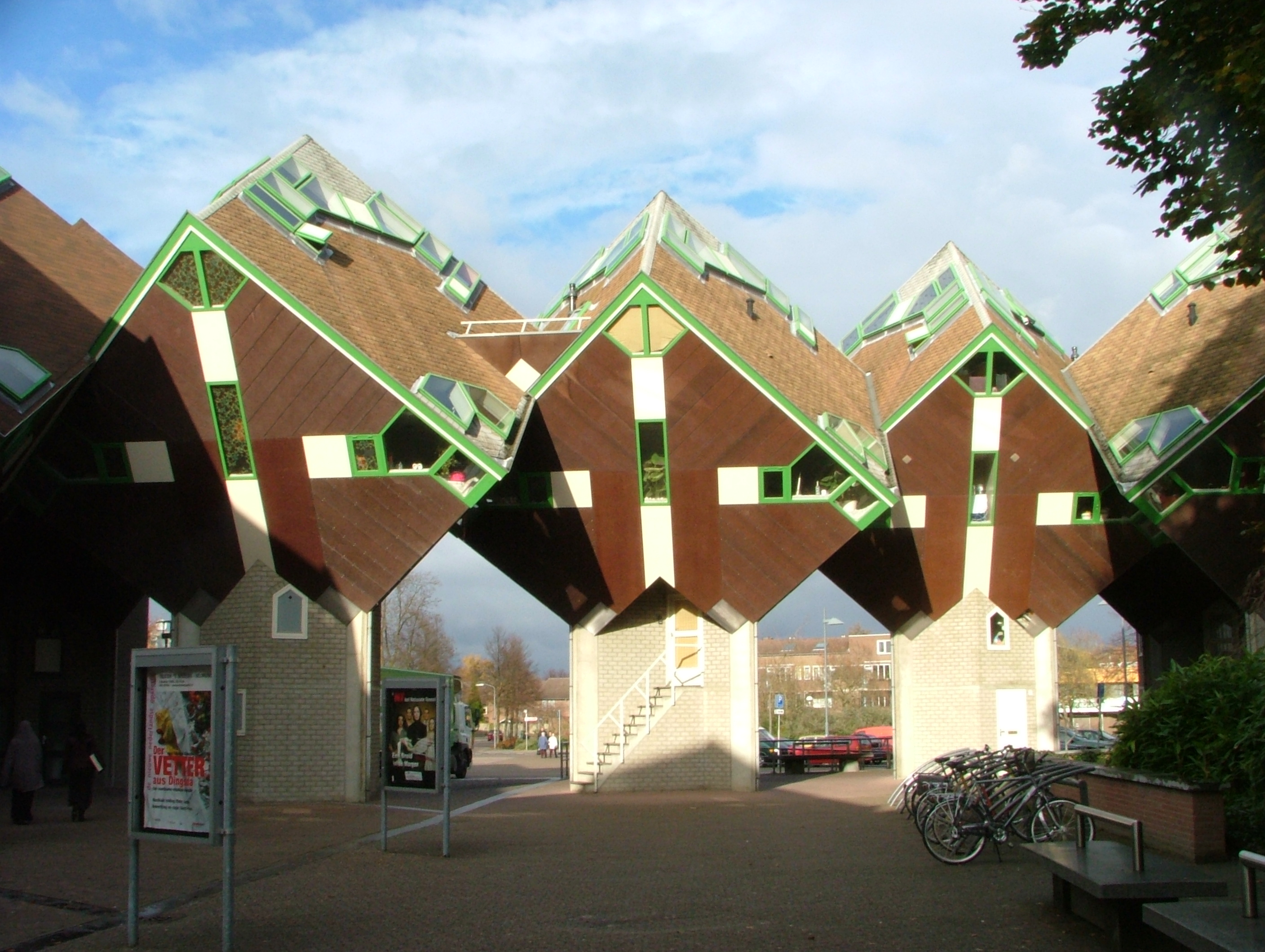
Kubuswoningen Helmond, Helmond (1976) Piet Blom
- Bioscoopjournaal uit 1976 over de bouwstijl "Amsterdamse School". Met commentaar van architect Hendrik Wijdeveld

## Geboren

### januari

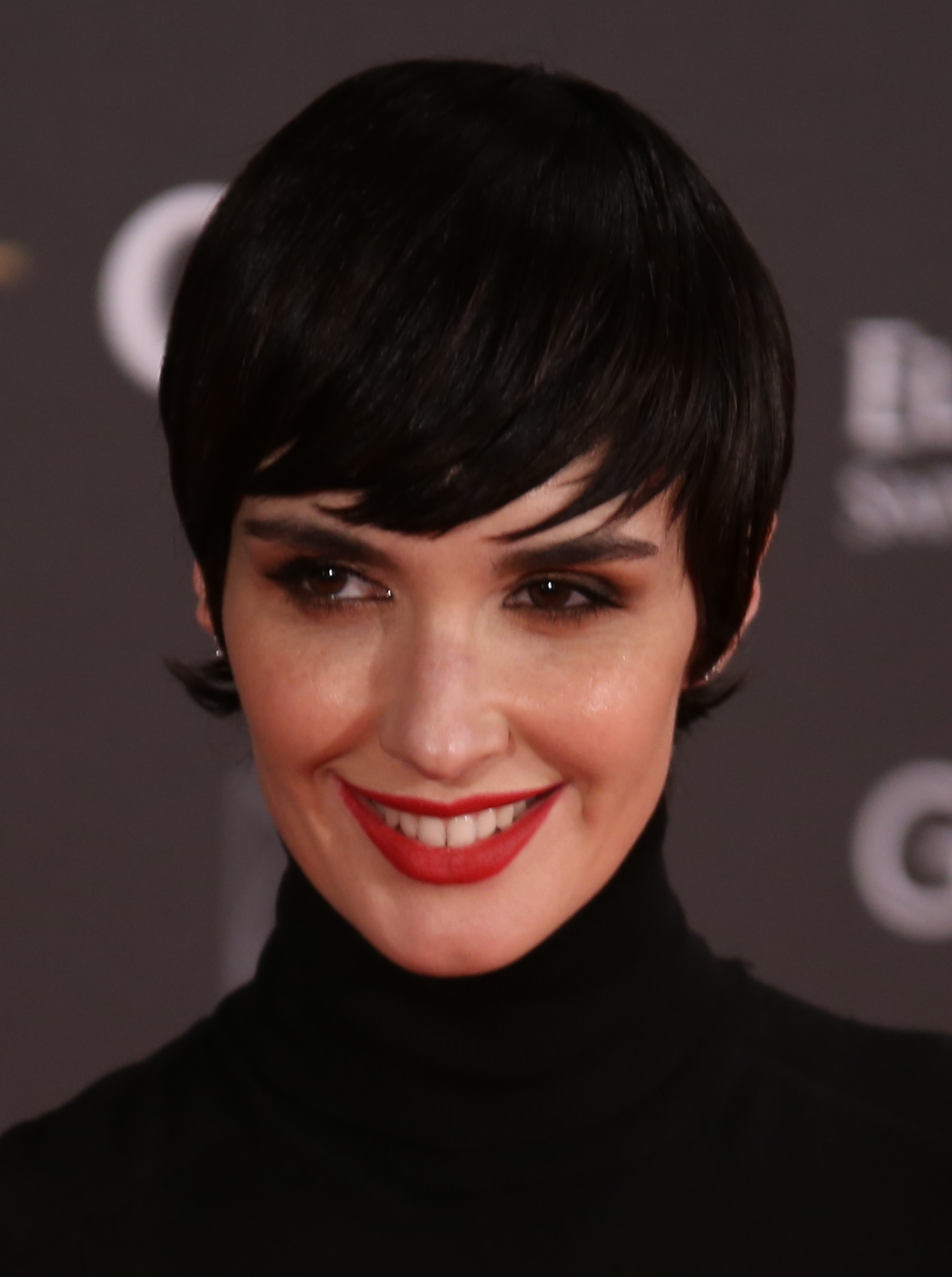
Paz Vega
geboren op 2 januari 1976

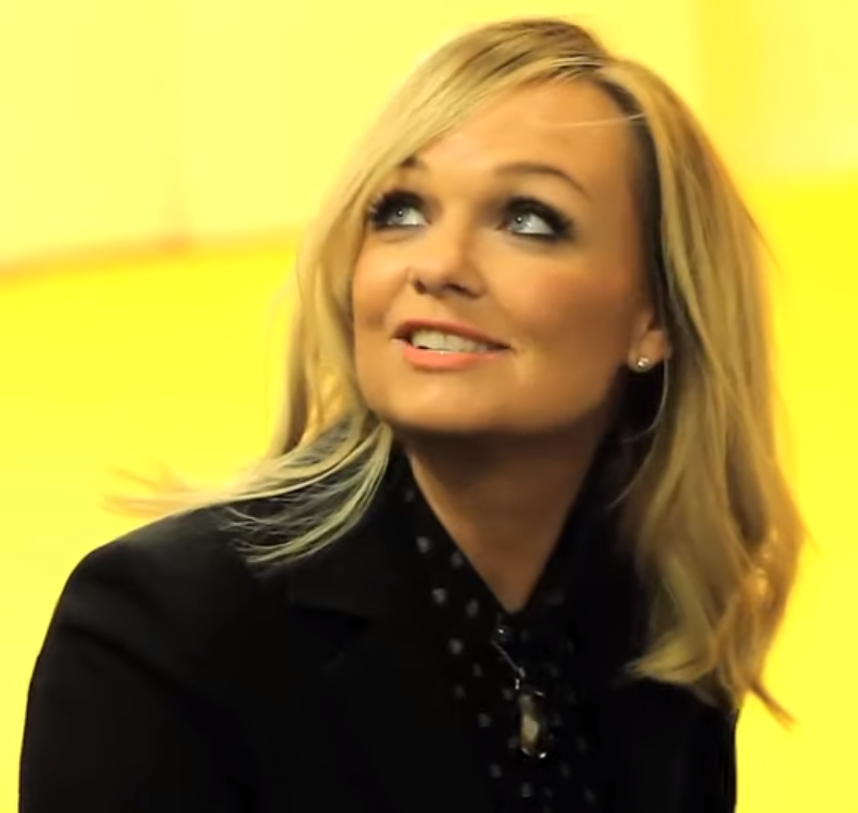
Emma Bunton
geboren op 21 januari 1976

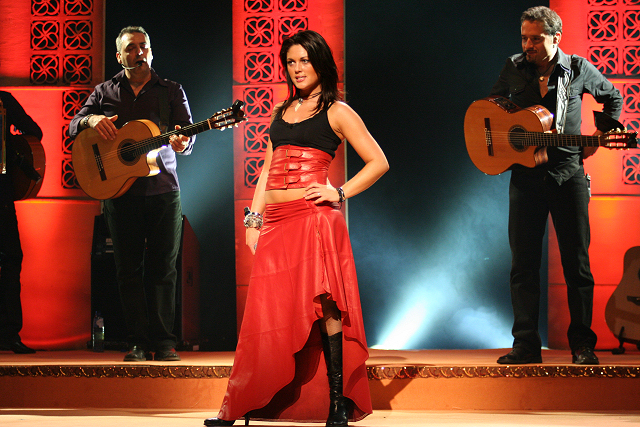
Belle Pérez
geboren op 29 januari 1976

- 1 - Inge Paulussen, Belgisch actrice
- 2 - Hrysopiyi Devetzi, Grieks atlete
- 2 - Danilo Di Luca, Italiaans wielrenner
- 2 - Paz Vega, Spaans actrice
- 3 - Angelos Basinas, Grieks voetballer
- 4 - Joeri Metloesjenko, Oekraïens wielrenner
- 6 - Amy Gillett, Australisch roeister en wielrenster (overleden 2005)
- 6 - Matijs Jansen, Nederlands acteur
- 7 - Georgi Andrejev, Russisch atleet
- 9 - Svitlana Azarova, Oekraïens componiste
- 9 - Andrea Stramaccioni, Italiaans voetballer en voetbalcoach
- 10 - Remy Bonjasky, Nederlands-Surinaams vechtsporter
- 10 - Marlon Pérez, Colombiaans wielrenner
- 13 - Alan Haydock, Belgisch voetballer
- 13 - Ross McCall, Schots acteur
- 13 - Mario Yepes, Colombiaans voetballer
- 14 - Cédric Grand, Zwitsers bobsleeër
- 14 - Olive Loughnane, Iers atlete
- 15 - Rodrigo Fabri, Braziliaans voetballer
- 15 - Andreas Klier, Duits wielrenner
- 15 - Iryna Lisjtsjynska, Oekraïens atlete
- 15 - Florentin Petre, Roemeens voetballer
- 16 - Martina Moravcová, Slowaaks zwemster
- 16 - Terri Summers, Nederlands pornoactrice
- 16 - Nathalie Wijnants, Belgisch actrice
- 17 - Tonique Williams-Darling, Bahamaans atlete
- 18 - Laurence Courtois, Belgisch tennisspeelster
- 18 - Lars Paaske, Deens badmintonner
- 19 - Arjan Hut, Fries schrijver, stadsdichter van Leeuwarden
- 19 - Marsha Thomason, Brits actrice
- 20 - Malik Azmani, Nederlands politicus
- 20 - Pablo Lastras, Spaans wielrenner
- 20 - Gretha Smit, Nederlands schaatsster
- 20 - Jeroen Spitzenberger, Nederlands acteur
- 21 - Raivis Belohvoščiks, Lets wielrenner
- 21 - Emma Bunton, Brits zangeres
- 21 - Patrick de Lange, Nederlands honkballer
- 21 - Vivian Lataster, Nederlands actrice
- 22 - Stefan van Dijk, Nederlands wielrenner
- 23 - Michiel van Kampen, Nederlands honkballer
- 24 - Andrea Blackett, Barbadiaans atlete
- 24 - Shae-Lynn Bourne, Canadees kunstschaatsster
- 25 - Mia Kirshner, Canadees actrice
- 25 - Kerstin Kowalski, Duits roeister
- 25 - Manja Kowalski, Duits roeister
- 26 - Pascal Minnaard, Nederlands danceproducer
- 27 - Renaud Capuçon, Frans violist
- 27 - Thomas Erdbrink, Nederlands journalist en tv-presentator
- 27 - Ahn Jung-hwan, Zuid-Koreaans voetballer
- 27 - Mathieu Segers, Nederlands historicus (overleden 2023)
- 29 - Karsten Kroon, Nederlands wielrenner
- 29 - Belle Pérez, Belgisch zangeres
- 30 - Annelies De Meester, Belgisch atlete
- 30 - Lotte Verlackt, Belgisch presentatrice
- 31 - Traianos Dellas, Grieks voetballer

### februari

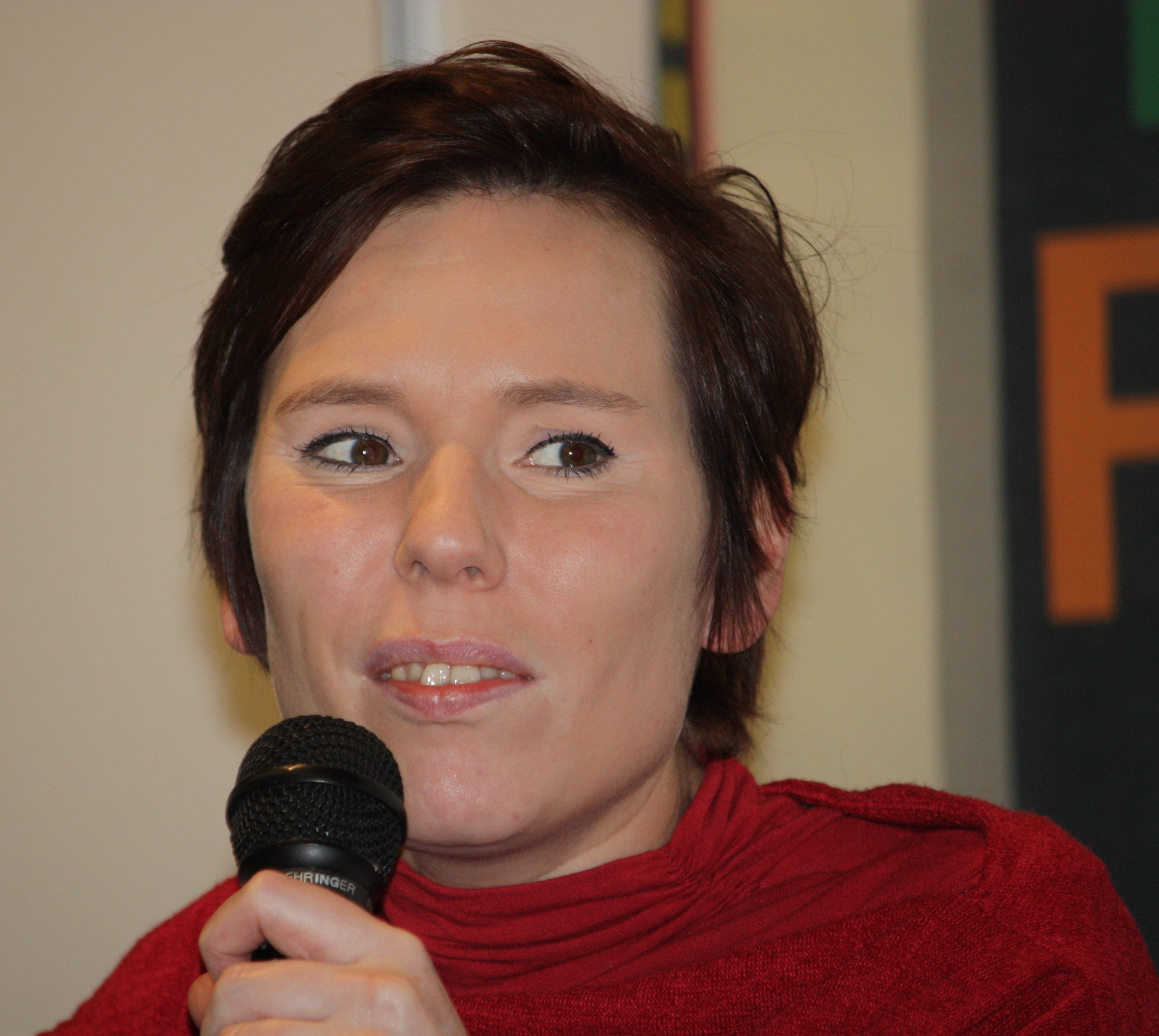
Annelies Verbeke
geboren op 6 februari 1976

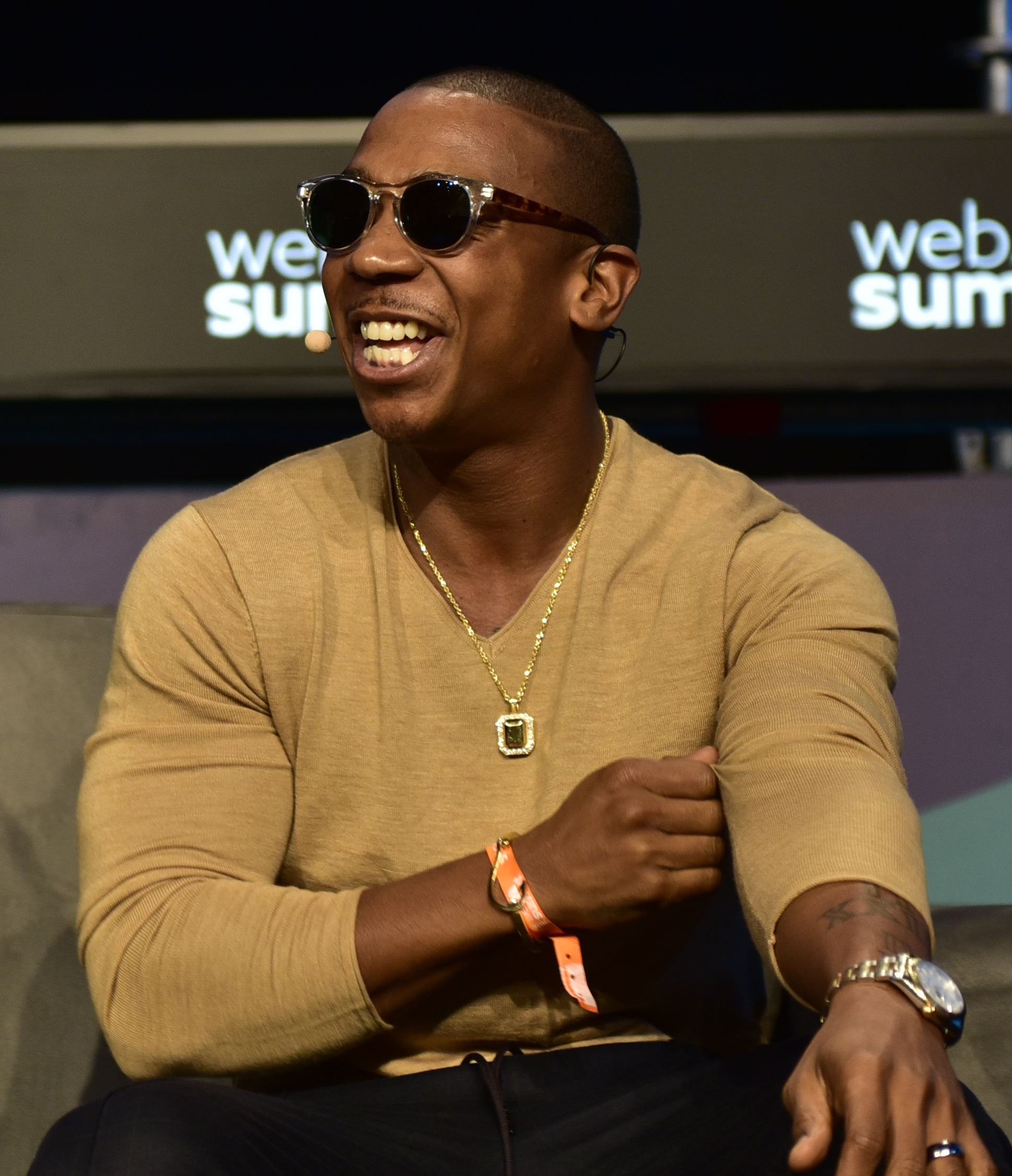
Ja Rule
geboren op 29 februari 1976

- 1 - Phil Ivey, Amerikaans pokerspeler
- 1 - Katrín Jakobsdóttir, premier van IJsland
- 2 - Ralph Biggs, Amerikaans basketballer
- 2 - Youssaf El Marnissi, Marokkaans autocoureur
- 2 - James Hickman, Brits zwemmer
- 3 - Cătălin Hîldan, Roemeens voetballer (overleden 2000)
- 4 - Masaki Kano, Japans autocoureur
- 5 - Janine Abbring, Nederlands programmamaker en presentatrice
- 5 - John Aloisi, Australisch voetballer
- 5 - Laid Bessou, Algerijns atleet
- 5 - Sione Jongstra, Nederlands triatlete
- 6 - Tanja Frieden, Zwitsers snowboardster
- 6 - Annelies Verbeke, Belgisch schrijfster
- 6 - Solange Witteveen, Argentijns atlete
- 8 - Sissy van Alebeek, Nederlands wielrenster
- 9 - Ionela Târlea-Manolache, Roemeens atlete
- 10 - Keeley Hawes, Brits actrice
- 10 - Zaza Dzjanasjia, Georgisch voetballer
- 10 - Vedran Runje, Kroatisch voetbaldoelman
- 10 - Marcin Sapa, Pools wielrenner
- 11 - Bianca en Sonja van der Velden, Nederlands synchroonzwemsters
- 12 - Niki Leferink, Nederlands voetballer
- 12 - Silvia Saint, Tsjechisch pornoster
- 13 - Jörg Bergmeister, Duits autocoureur
- 13 - Chantal de Bruijn, Nederlands hockeyster
- 14 - Brendon Dedekind, Zuid-Afrikaans zwemmer
- 14 - Liv Kristine Espenæs, Noors zangeres
- 15 - Óscar Freire, Spaans wielrenner
- 15 - Daniël Fridman, Lets-Duits schaker
- 15 - Iwan Spekenbrink, Nederlands wielermanager
- 16 - Rodgers Rop, Keniaans atleet
- 17 - Nathalie Delcroix, Belgisch zangeres
- 17 - Keeley Hawes, Brits actrice
- 17 - Almira Skripchenko, Frans schaakster
- 18 - Sjaak Polak, Nederlands voetballer
- 18 - Chanda Rubin, Amerikaans tennisspeelster
- 19 - Brian Price, Canadees stuurman bij het roeien
- 21 - Rajmund Fodor, Hongaars waterpoloër
- 21 - Eveline de Haan, Nederlands hockeyster
- 21 - Sander van de Pavert, Nederlands grafisch kunstenaar
- 21 - Anthony Rossomando, Amerikaans gitarist
- 21 - Vita Stopina, Oekraïens atlete
- 23 - David George, Zuid-Afrikaans wielrenner
- 23 - Víctor Sánchez, Spaans voetballer
- 24 - Paulien Cornelisse, Nederlands schrijfster en programmamaakster
- 24 - Angela de Jong, Nederlands columniste en recensente
- 24 - Bradley McGee, Australisch wielrenner
- 24 - Maurice Peek, Nederlands schaker
- 24 - Marcel Schelbert, Zwitsers atleet
- 26 - Cédric Michaud, Frans schaatser
- 26 - Ole Gunnar Solskjær, Noors voetballer
- 27 - Ludovic Capelle, Belgisch wielrenner
- 27 - Angela de Jong, Nederlands journaliste en columniste
- 27 - Barry Opdam, Nederlands voetballer
- 28 - Audun Grønvold, Noors (freestyle)skiër (overleden 2025)
- 28 - Adam Pine, Australisch zwemmer
- 28 - Joan Veijer, Nederlands motorsportcoureur
- 29 - Wouter Berlaen, Belgisch zanger en bassist
- 29 - Gehad Grisha, Egyptisch voetbalscheidsrechter
- 29 - Ja Rule, Amerikaans rapper

### maart

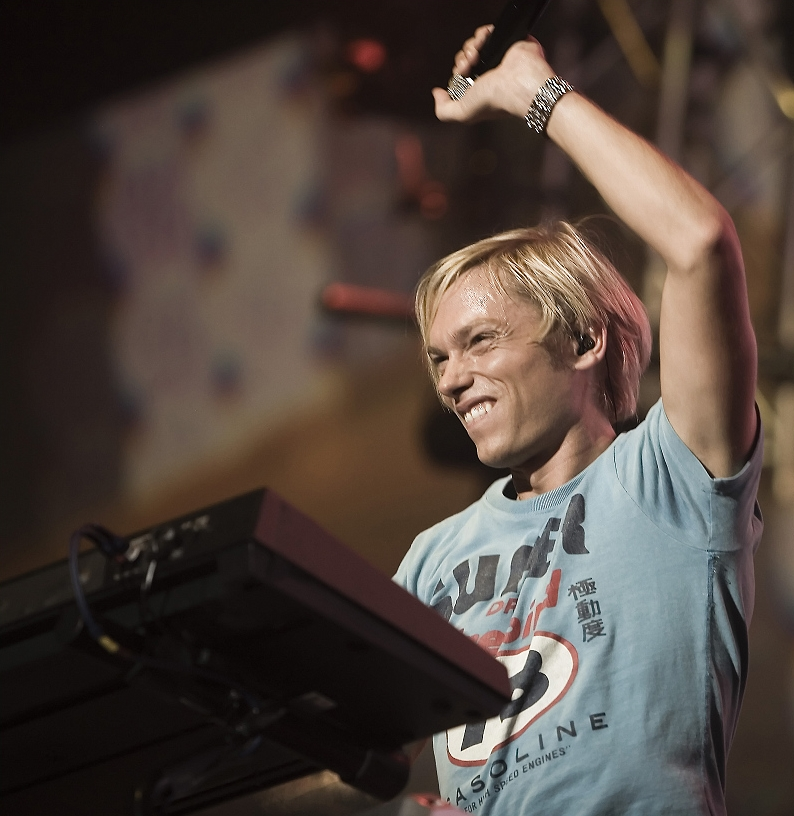
Regi Penxten
geboren op 4 maart 1976

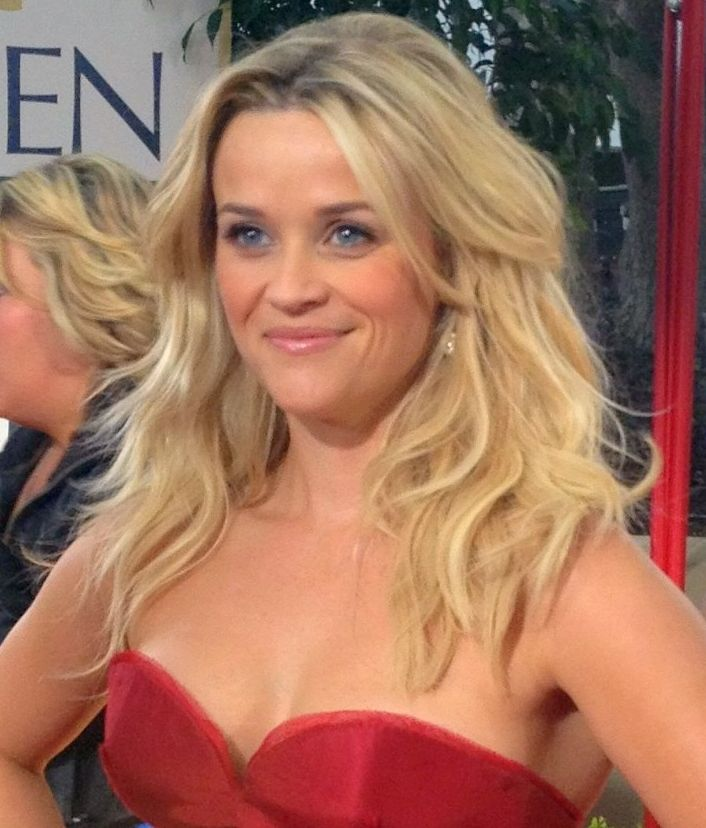
Reese Witherspoon
geboren op 22 maart 1976

- 1 - Alex Debón, Spaans motorcoureur
- 3 - Keit Pentus-Rosimannus, Estisch politica
- 3 - Joos Valgaeren, Belgisch voetballer
- 4 - Regi Penxten, Belgisch muzikant
- 4 - Robin Rienstra, Nederlands acteur
- 5 - Chiwoniso Maraire, Zimbabwaans zangeres
- 5 - Seamus McGrath, Canadees mountainbiker
- 6 - Oleg Koelkov, Russisch atleet
- 6 - Michiel Veenstra, Nederlands diskjockey
- 8 - Freddie Prinze jr., Amerikaans acteur
- 9 - Anier García, Cubaans atleet
- 10 - Vanessa Atkinson, Nederlands squashspeelster
- 10 - Lieja Tunks-Koeman, Nederlands-Canadees atlete
- 11 - Enrico Degano, Italiaans wielrenner
- 11 - Annette Roozen, Nederlands paralympisch atlete
- 12 - Barbara Karel, Nederlands presentatrice en diskjockey
- 13 - Jarkko Komula, Fins darter
- 13 - Todd Lodwick, Amerikaans noordse combinatieskiër
- 13 - Danny Masterson, Amerikaans acteur
- 14 - Seppe Toremans, Belgisch cabaretier en stand-upcomedian
- 16 - Pál Dárdai, Hongaars voetballer en voetbalcoach
- 16 - Susanne Ljungskog, Zweeds wielrenster
- 16 - Li Yu, Chinees schaatser
- 17 - Stephen Gately, Iers zanger (overleden 2009)
- 17 - Antoine van der Linden, Nederlands voetballer
- 17 - Ludovic Martin, Frans wielrenner
- 17 - Álvaro Recoba, Uruguayaans voetballer
- 19 - James Davis, Amerikaans atleet
- 19 - Alessandro Nesta, Italiaans voetballer
- 20 - Chester Bennington, Amerikaans zanger (overleden 2017)
- 21 - Guillaume Auger, Frans wielrenner
- 21 - Iain Percy, Brits zeiler
- 22 - Teun de Nooijer, Nederlands hockeyer
- 22 - Reese Witherspoon, Amerikaans actrice
- 23 - Chris Hoy, Brits wielrenner
- 24 - Salman Al Khalifa, Bahreins autocoureur
- 25 - Mohammed Amyn, Marokkaans atleet
- 26 - Stefan van Blitterswijk, Nederlands schaker
- 26 - Óscar Sonejee, Andorrees voetballer
- 27 - Romina Maggi, Argentijns atlete
- 27 - Dave Versteeg, Nederlands shorttracker en assistent-bondscoach
- 28 - Daniele Righi, Italiaans wielrenner
- 29 - Igor Astarloa, Spaans wielrenner
- 29 - Jennifer Capriati, Amerikaans tennisspeelster
- 29 - Milovan Vesnić, Servisch autocoureur
- 31 - Roberto González, Mexicaans autocoureur
- 31 - Graeme Smith, Schots zwemmer
- 31 - Monique de Wilt, Nederlands atlete

### april

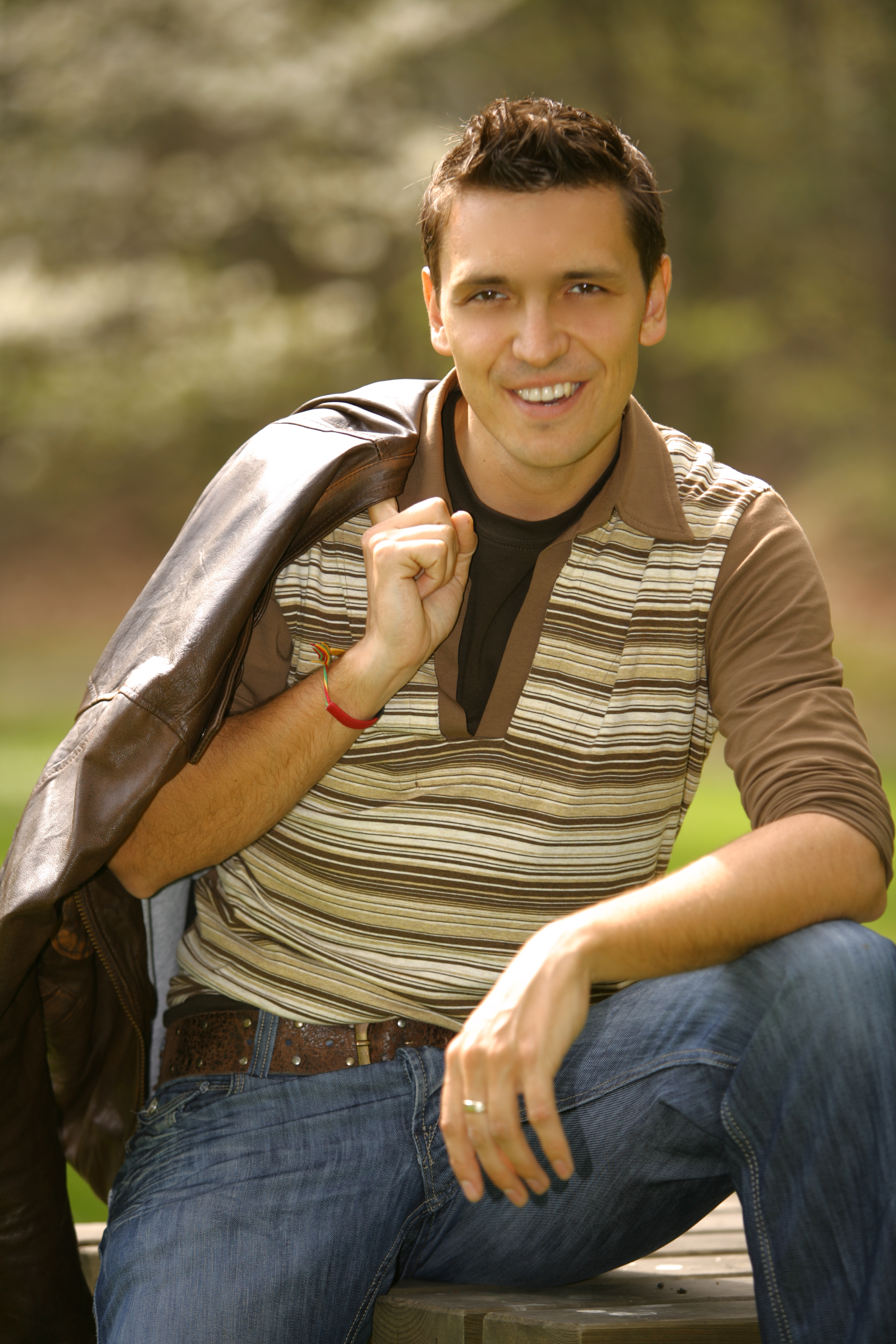
Robin Vissenaekens
geboren op 13 april 1976

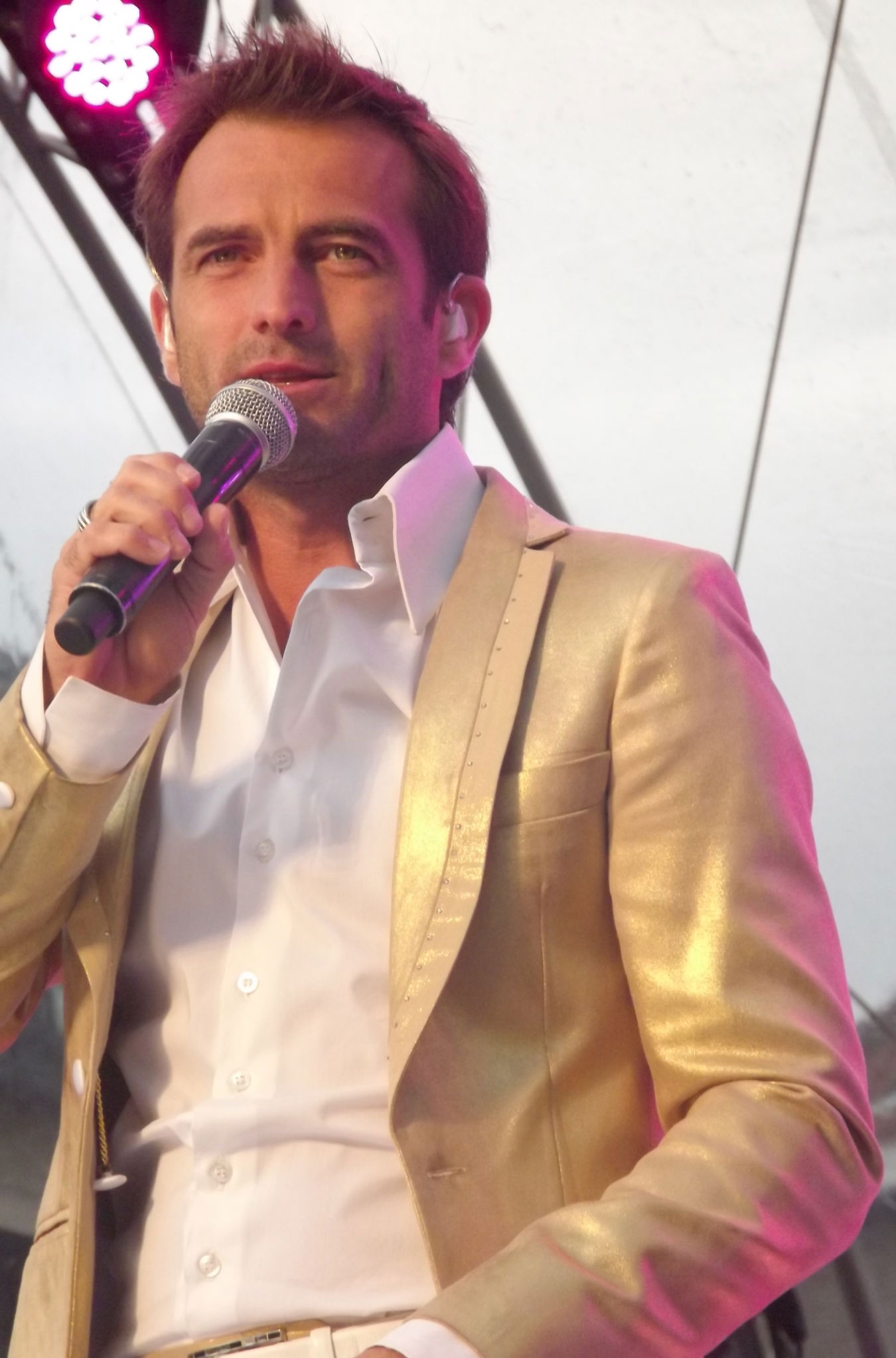
Gunther Levi
geboren op 16 april 1976

- 1 - Gábor Király, Hongaars voetballer
- 1 - Nicole Sanderson, Australisch beachvolleyballer
- 1 - Kim Sasabone, Nederlands zangeres
- 1 - Henry Schut, Nederlands sportjournalist en televisiepresentator
- 1 - Clarence Seedorf, Nederlands voetballer
- 3 - Nicolas Escudé, Frans tennisser
- 3 - Will Mellor, Brits acteur
- 4 - Tania Prinsier, Belgisch presentatrice
- 4 - Aram van de Rest, Nederlands acteur
- 4 - Emerson Ferreira da Rosa, Braziliaans voetballer
- 4 - Albert-Jan Sluis, Nederlands dj
- 5 - Péter Biros, Hongaars waterpoloër
- 5 - Simone Inzaghi, Italiaans voetballer
- 5 - G-Spott, Nederlands dj en producer
- 5 - Fernando Morientes, Spaans voetballer
- 5 - Valeria Straneo, Italiaans atlete
- 5 - Anouska van der Zee, Nederlands wielrenster
- 6 - Candace Cameron, Amerikaans actrice
- 8 - Tieme Klompe, Nederlands voetballer
- 8 - Gabriel Rasch, Noors wielrenner
- 9 - Le Rat Luciano of Christophe Carmona, Frans rapper
- 10 - Jan Werner Danielsen, Noors zanger (overleden 2006)
- 10 - John van Lottum, Nederlands tennisser
- 12 - Olga Kotljarova, Russisch atlete
- 12 - Kuok Io Keong, Macaus autocoureur
- 12 - Grant Supaphongs, Thais autocoureur
- 13 - Jonathan Brandis, Amerikaans acteur (overleden 2003)
- 13 - Eric Otogo-Castane, Gabonees voetbalscheidsrechter
- 13 - Robin Vissenaekens, Belgisch radiopresentator en televisiemaker
- 14 - Georgeta Damian, Roemeens roeister
- 14 - Nadine Faustin-Parker, Haïtiaans atlete
- 14 - Roger García, Spaans voetballer
- 14 - Françoise Mbango Etone, Kameroens atlete
- 15 - Susan Ward, Amerikaans actrice en model
- 15 - Steve Williams, Brits roeier
- 16 - Menno Barreveld, Nederlands dj
- 16 - Arnout Hauben, Belgisch televisiemaker
- 16 - Gunther Levi, Belgisch zanger en acteur
- 16 - Sander Paulus, Nederlands journalist
- 17 - Jennifer de Jong, Nederlands presentatrice
- 17 - Vladimir Samsonov, Wit-Russisch tafeltennisser
- 17 - Maurice Wignall, Jamaicaans atleet
- 18 - Melissa Joan Hart, Amerikaans actrice
- 19 - Marek Jaskółka, Pools triatleet
- 19 - Ruud Jolie, Nederlands gitarist
- 20 - Shay Given, Iers voetbaldoelman
- 20 - Kitty van Haperen, Nederlands bobsleester en atlete
- 20 - Caroline Maes, Vlaams actrice
- 21 - Gregor Salto, pseudoniem van Gregor van Offeren, Nederlands dj
- 21 - Ronald Vink, Nederlands paralympisch rolstoeltennisser
- 22 - Michał Żewłakow, Pools voetballer
- 23 - Tesfaye Jifar, Ethiopisch atleet
- 23 - Dirk van 't Klooster, Nederlands honkballer
- 24 - Hedda Berntsen, Noors (freestyle)skiester
- 24 - Steve Finnan, Iers voetballer
- 24 - Juan Manuel Gárate, Spaans wielrenner
- 25 - Rainer Schüttler, Duits tennisser
- 25 - Kees Verhoeven, Nederlands politicus en bestuurder
- 26 - Corinne Ellemeet, Nederlands politica
- 26 - Arent-Jan Linde, Nederlands acteur
- 27 - Isobel Campbell, Schots zangeres, celliste en componiste
- 27 - Maarten Christenhusz, Nederlands botanicus
- 27 - Gerald Clervil, Haïtiaans atleet
- 27 - Sally Hawkins, Engels actrice
- 27 - Walter Pandiani, Uruguayaans voetballer
- 27 - Roel Paulissen, Belgisch wielrenner
- 27 - Olaf Tufte, Noors roeier
- 29 - Fabio Liverani, Italiaans voetballer
- 30 - Davian Clarke, Jamaicaans atleet

### mei

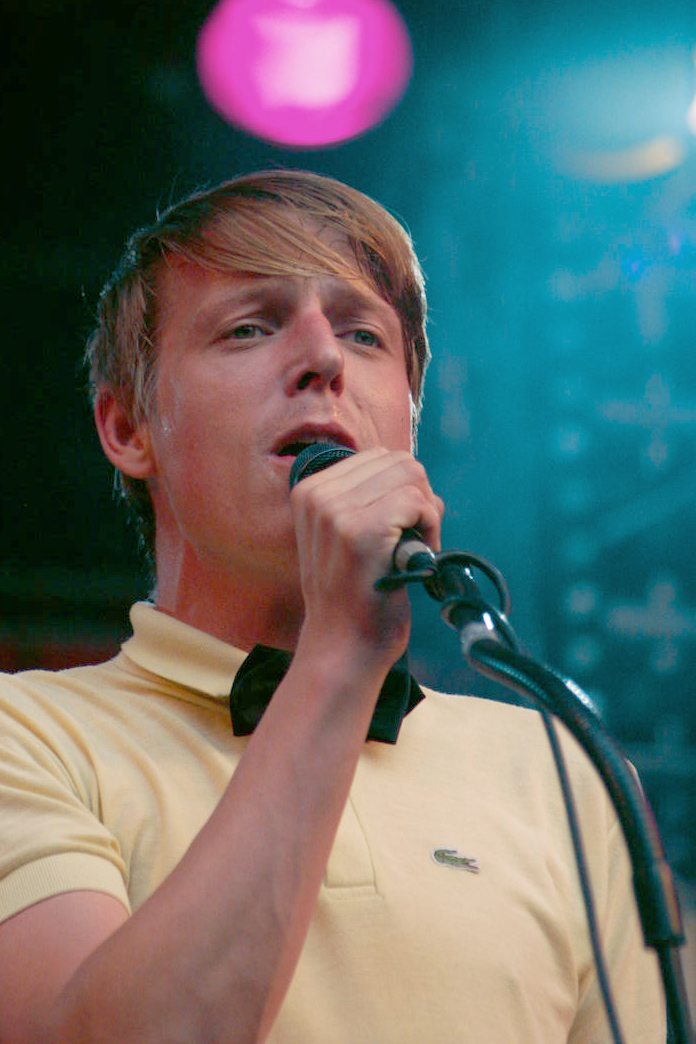
Bent Van Looy
geboren op 3 mei 1976

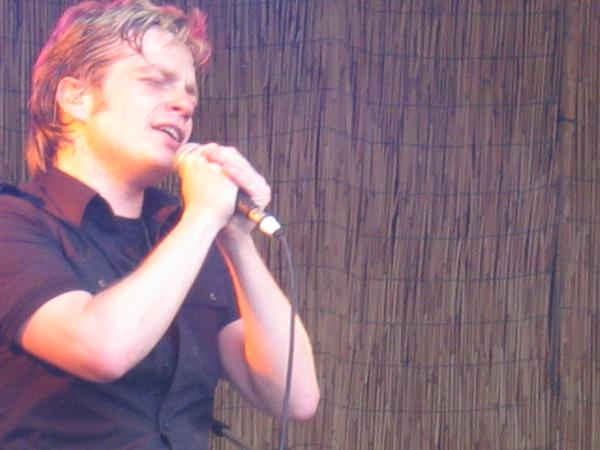
Udo Mechels
geboren op 10 mei 1976

- 1 - Anna Olsson, Zweeds langlaufster
- 1 - Patricia Stokkers, Nederlands zwemster
- 2 - Jan De Cock, Belgisch beeldend kunstenaar
- 2 - Daniel Fedorczuk, Uruguayaans voetbalscheidsrechter
- 3 - Mayumi Ichikawa, Japans atlete
- 3 - Bent Van Looy, Belgisch muzikant, zanger en componist
- 4 - Annelieke Bouwers, Nederlands actrice
- 4 - Christiaan Weijts, Nederlands schrijver
- 5 - Rixt Leddy, Nederlands actrice
- 5 - Maaike Martens, Nederlands actrice en zangeres
- 5 - Richard de Mos, Nederlands politicus
- 5 - Juan Pablo Sorín, Argentijns voetballer
- 6 - Denny Landzaat, Nederlands voetballer
- 6 - Iván de la Peña, Spaans voetballer
- 7 - Dave van den Bergh, Nederlands voetballer
- 7 - Youssef Idilbi, Palestijns-Nederlands acteur (overleden 2008)
- 7 - Daniel Njenga, Keniaans atleet
- 7 - Ayelet Shaked, Israëlisch politica
- 8 - Elvira Becks, Nederlands gymnast
- 9 - Nenad Jestrović, Servisch voetballer
- 9 - Terence Schreurs, Nederlands actrice, danseres en model
- 10 - Ruth Joos, Belgisch radiopresentatrice
- 10 - Udo Mechels, Belgisch zanger
- 10 - Sven Montgomery, Zwitsers wielrenner
- 10 - Peter Sundberg, Zweeds autocoureur
- 14 - Bas Peters, Nederlands mountainbiker
- 15 - Milton Campbell, Amerikaans atleet
- 15 - Mark Kennedy, Iers voetballer
- 15 - Jacek Krzynówek, Pools voetballer
- 16 - Silvia Claes, Belgisch actrice
- 16 - Tjeerd Veenhoven, Nederlands industrieel ontwerper
- 17 - Daniel Komen, Keniaans atleet
- 17 - Mayte Martínez, Spaans atlete
- 17 - Kirsten Vlieghuis, Nederlands zwemster
- 17 - Arnold Coster, Nederlands bergbeklimmer
- 18 - Pepijn Gunneweg, Nederlands acteur
- 18 - Anna Ottosson, Zweeds alpineskiester
- 20 - Sebastián Alquati, Argentijns judoka
- 20 - Lado Fumic, Duits mountainbiker
- 20 - Virpi Kuitunen, Fins langlaufster
- 21 - Abderrahim Goumri, Marokkaans atleet (overleden 2013)
- 22 - Alex Klaasen, Nederlands cabaretier en toneelspeler
- 22 - Daniel Mesotitsch, Oostenrijks biatleet
- 22 - Betty Owczarek, Belgisch mediafiguur
- 22 - Christian Vande Velde, Amerikaans wielrenner
- 23 - Noriko Anno, Japans judoka
- 23 - Ricardo Luiz Pozzi Rodrigues, Braziliaans voetballer
- 25 - Stefan Holm, Zweeds atleet
- 25 - Ronald Hagen, Nederlands danceproducer
- 25 - Cillian Murphy, Iers acteur en muzikant
- 25 - Magnus Pehrsson, Zweeds voetballer en voetbalcoach
- 25 - Andy Selva, San Marinees voetballer
- 25 - Sandra Nasić, Duits zangeres
- 26 - Monique Hennagan, Amerikaans atlete
- 26 - Alexander Karim, Zweeds acteur
- 27 - Marcel Fässler, Zwitsers autocoureur
- 28 - Aleksej Nemov, Russisch turner
- 28 - Diana Žiliūtė, Litouws wielrenster
- 30 - Magnus Norman, Zweeds tennisser
- 30 - Ihor Skoez, Oekraïens autocoureur
- 31 - Colin Farrell, Iers acteur
- 31 - Steve Jenkner, Duits motorcoureur
- 31 - Roar Ljøkelsøy, Noors schansspringer

### juni
- 1 - Marlon Devonish, Brits atleet

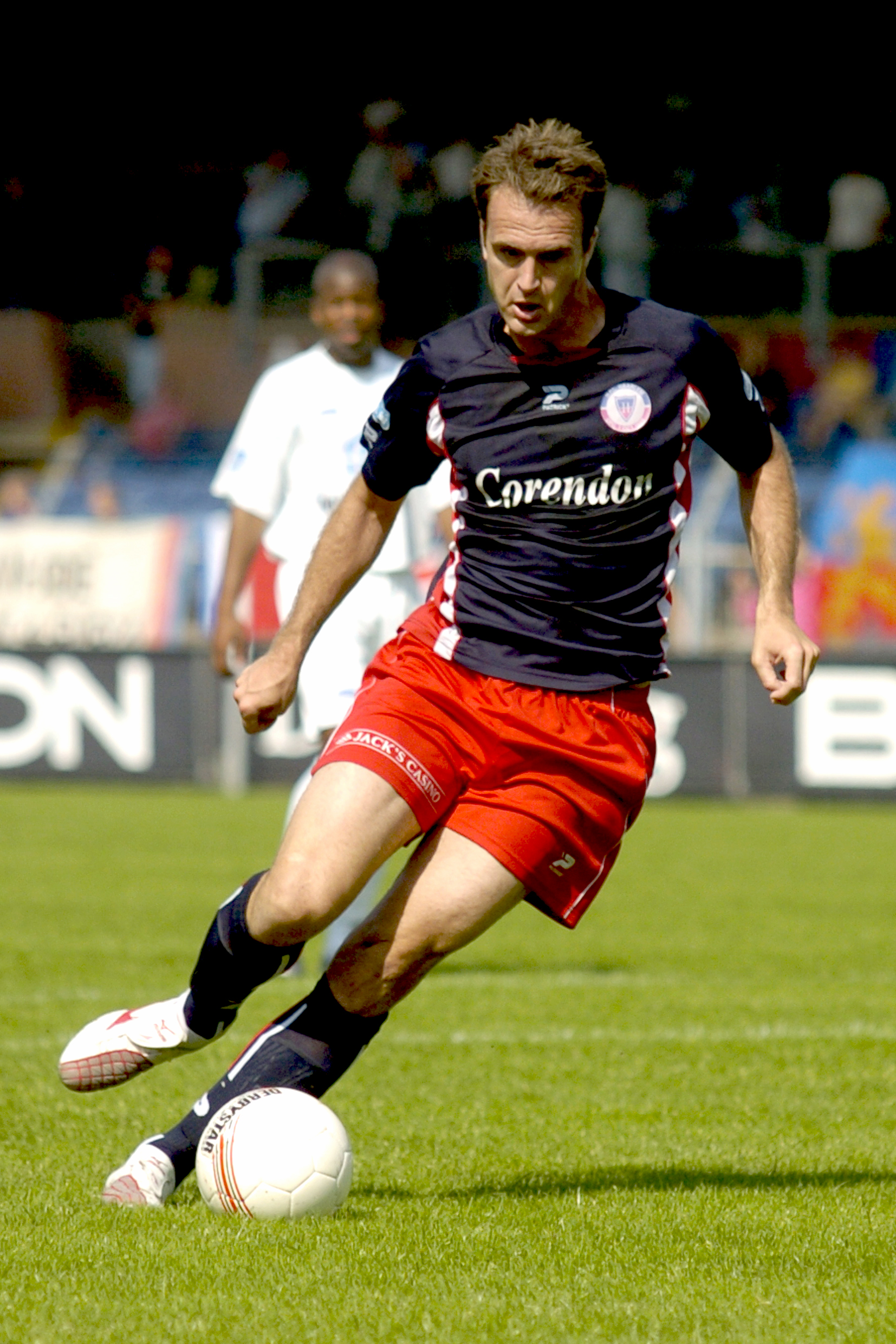
Laurens ten Heuvel
geboren op 6 juni 1976

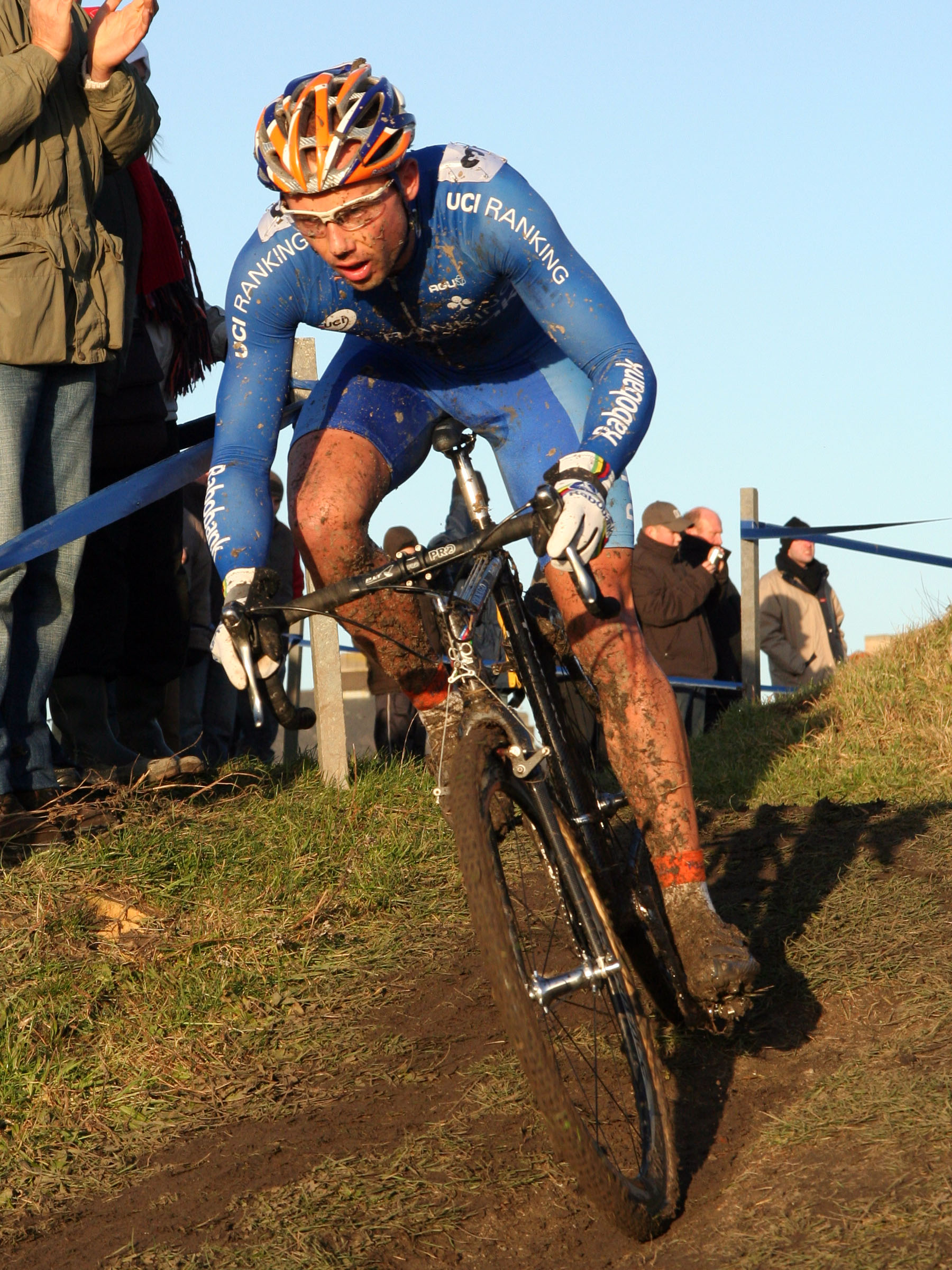
Sven Nys
geboren op 17 juni 1976

- 2 - Tim Rice-Oxley, Engels muzikant
- 3 - Jens Kruppa, Duits zwemmer
- 4 - Aleksej Navalny, Russisch advocaat en politiek activist (overleden 2024)
- 4 - Nenad Zimonjić, Servisch tennisser
- 6 - Paul van Esseveldt, Nederlands hockeyer
- 6 - Laurens ten Heuvel, Nederlands voetballer
- 6 - Inge de Jong, Nederlands atlete
- 6 - Suzanne Kröger, Nederlands politica (GroenLinks)
- 6 - Devis Mangia, Italiaans voetbaltrainer
- 7 - Cassidy Rae, Amerikaans actrice
- 8 - Lindsay Davenport, Amerikaans tennisspeelster
- 8 - Tomas De Soete, Belgisch radiopresentator
- 8 - Simone Kome-van Breugel, Nederlands scenarist
- 8 - Jennifer Rodriguez, Amerikaans schaatsster
- 10 - Esther Ouwehand, Nederlands politica
- 10 - Georg Friedrich van Pruisen, Duits
- 10 - Michel Brown, Argentijns acteur, televisiepresentator en zanger
- 11 - Gaëtan Englebert, Belgisch voetballer
- 11 - Roxane van Iperen, Nederlands schrijfster en juriste
- 11 - Reiko Tosa, Japans atlete
- 12 - Thomas Sørensen, Deens voetbalkeeper
- 14 - Massimo Oddo, Italiaans voetballer
- 15 - Joelja Martisova, Russisch wielrenster
- 15 - Jacob Gram Nielsen, Deens wielrenner
- 15 - Wilson Onsare, Keniaans atleet
- 15 - Russell Van Hout, Australisch wielrenner
- 17 - Patricia Etnel, Surinaams politica (overleden 2025)
- 17 - Sven Nys, Belgisch veldrijder
- 18 - Christoff, Belgisch zanger en presentator
- 19 - Chris Berens, Nederlands kunstenaar
- 19 - Jasper Oostland, Nederlands kunstenaar
- 21 - Miroslav Karhan, Slowaaks voetballer
- 21 - Mark Kiptoo, Keniaans atleet
- 21 - Sander van der Weide, Nederlands hockeyer
- 22 - Eelco Bosch van Rosenthal, Nederlands tv-journalist
- 22 - Vincent Kipsos, Keniaans atleet
- 22 - Yousef Sweid, Israëlisch acteur
- 22 - Nienke Vlotman, Nederlands paralympisch sportster
- 23 - Mamen Sanz, Spaans model
- 23 - Paola Suárez, Argentijns tennisspeelster
- 23 - Patrick Vieira, Frans voetballer
- 25 - Maurren Maggi, Braziliaans atlete
- 25 - Carlos Vera, Ecuadoraans voetbalscheidsrechter
- 28 - Shinobu Asagoe, Japans tennisspeelster
- 28 - Simone Cadamuro, Italiaans wielrenner
- 28 - Paweł Gil, Pools voetbalscheidsrechter
- 29 - Mohamed Bahari, Algerijns bokser
- 29 - Jef Delen, Belgisch voetballer

### juli

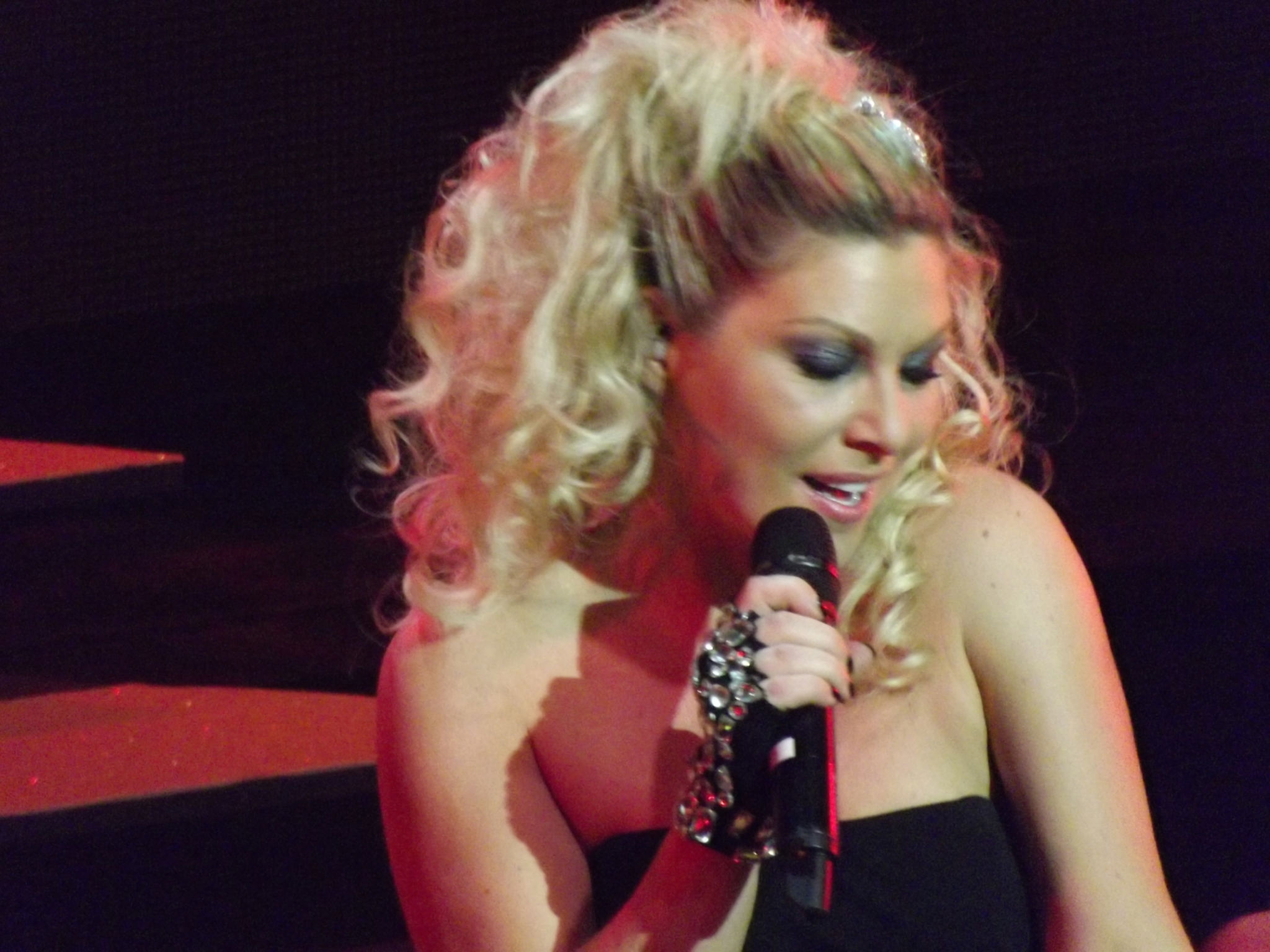
Jessy De Smet
geboren op 8 juli 1976

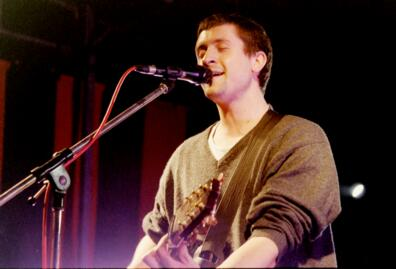
Tom Helsen
geboren op 19 juli 1976

- 1 - Kamal Boulahfane, Algerijns atleet
- 1 - Patrick Kluivert, Nederlands voetballer
- 1 - Ruud van Nistelrooij, Nederlands voetballer
- 1 - Rigobert Song, Kameroens voetballer
- 1 - Hannu Tihinen, Fins voetballer
- 1 - Szymon Ziółkowski, Pools atleet
- 2 - Klaas Delrue, Belgisch muzikant
- 2 - Laurent Lefèvre, Frans wielrenner
- 4 - Dadash Ibrahimov, Azerbeidzjaans atleet
- 4 - Marcelo Romero, Uruguayaans voetballer
- 4 - Manuel Venderbos, Nederlands presentator
- 5 - Nuno Gomes, Portugees voetballer
- 6 - Ophélie David, Frans freestyleskiester
- 6 - Alana Evans, Amerikaans pornoactrice
- 6 - Geoff Rowley, Amerikaans skateboarder
- 7 - Natasha Collins, Brits actrice en televisiepresentatrice (overleden 2008)
- 7 - Guillaume Cunnington, Frans autocoureur
- 7 - Dominic Foley, Iers voetballer
- 7 - Remco Reiding, Nederlands journalist, schrijver en onderzoeker
- 8 - Jessy De Smet, Belgisch zangeres
- 8 - Maikel Renfurm, Nederlands voetballer
- 9 - Pascal Briand, Frans schaatser
- 9 - Emmanuelle Gagliardi, Zwitsers tennisspeelster
- 9 - Fred Savage, Amerikaans acteur
- 9 - Jochem Uytdehaage, Nederlands schaatser
- 10 - Wilfried Cretskens, Belgisch wielrenner
- 10 - José Edmílson, Braziliaans voetballer
- 10 - Ludovic Giuly, Frans voetballer
- 10 - Adrian Grenier, Amerikaans acteur en muzikant
- 10 - Giuseppe Maddaloni, Italiaans judoka
- 10 - Anthony Pengel, Nederlands rapper
- 11 - Christina Scherwin, Deens atlete
- 12 - Dave Bruylandts, Belgisch wielrenner
- 12 - Andrej Michnevitsj, Wit-Russisch atleet
- 12 - Kyrsten Sinema, Amerikaans politica
- 15 - Juan Francisco "Juanfran" García, Spaans voetballer
- 15 - Diane Kruger, Duits actrice
- 16 - Bobby Lashley, Amerikaans professioneel worstelaar
- 16 - Carlos Humberto Paredes, Paraguayaans voetballer
- 16 - Anna Smashnova, Israëlisch tennisspeelster
- 17 - Anders Svensson, Zweeds voetballer
- 17 - Arjen Bultsma, Nederlands priester
- 18 - Masako Chiba, Japans atlete
- 19 - Maike Boerdam, Nederlands actrice
- 19 - Tom Helsen, Vlaams zanger-muzikant
- 19 - Benedict Cumberbatch, Brits acteur
- 20 - Ewout Irrgang, Nederlands politicus
- 20 - Tamás Kásás, Hongaars waterpoloër
- 20 - Fernando Ricksen, Nederlands voetballer (overleden 2019)
- 21 - Rose Cheruiyot, Keniaans atlete
- 21 - Tatjana Lebedeva, Russisch atlete
- 22 - Janek Tombak, Estisch wielrenner
- 23 - Judith Arndt, Duits wielrenster
- 23 - Mark van Eeuwen, Nederlands acteur
- 23 - Jörg Jaksche, Duits wielrenner
- 23 - Judit Polgár, Hongaars schaakster
- 24 - Chris Ahrens, Amerikaans roeier
- 24 - Alexandre Luiz Goulart, Braziliaans voetballer
- 24 - Tiago Monteiro, Portugees autocoureur
- 24 - Geert den Ouden, Nederlands voetballer
- 24 - Ivan Tsichan, Wit-Russisch atleet
- 25 - Marcos Assunção, Braziliaans voetballer
- 26 - Darius Labanauskas, Litouws darter
- 29 - Patri Friedman, Amerikaans activist
- 31 - Diego De Ascentis, Italiaans voetballer
- 31 - Louise Jöhncke, Zweeds zwemster
- 31 - Paulo Wanchope, Costa Ricaans voetballer

### augustus
- 1 - Ibrahim Babangida, Nigeriaans voetballer (overleden 2024)
- 1 - Liviu Dieter Nisipeanu, Roemeens schaker
- 1 - Marcel van der Westen, Nederlands atleet
- 2 - Reyes Estévez, Spaans atleet
- 2 - Erik Stifjell, Noors musicus
- 2 - Kati Wilhelm, Duits biatlete
- 3 - Tania Kross, Nederlands mezzosopraan
- 4 - Levan Silagadze, Georgisch voetballer
- 5 - Marian Pahars, Lets voetballer
- 5 - Damir Skomina, Sloveens voetbalscheidsrechter
- 5 - Eugen Trică, Roemeens voetballer
- 6 - Javier del Amor, Spaans motorcoureur
- 6 - Fabienne Feraez, Benins atlete
- 7 - Timme Hoyng, Nederlands hockeyer
- 8 - JC Chasez, Amerikaans zanger en acteur
- 8 - Ype Driessen, Nederlands fotostripmaker
- 9 - Daniele Cappellari, Italiaans autocoureur
- 9 - Audrey Tautou, Frans actrice
- 9 - Rogier Wassen, Nederlands tennisser
- 11 - Florence Barsosio, Keniaans atlete
- 11 - Mathias Florén, Zweeds voetballer
- 11 - Chèr Korver, Nederlands paralympisch sportster
- 13 - Dadi Denis, Haïtiaans atleet
- 13 - Nicolás Lapentti, Ecuadoraans tennisser
- 13 - Tatjana Panova, Russisch tennisster
- 14 - Fabrizio Donato, Italiaans atleet
- 14 - Lo Ka Fai, Hongkongs autocoureur
- 14 - Jerome Young, Amerikaans atleet
- 15 - Abiy Ahmed, Ethiopisch premier en Nobelprijswinnaar
- 15 - Sipke Jan Bousema, Nederlands presentator
- 15 - Koert-Jan de Bruijn, Nederlands acteur
- 15 - Juan de la Fuente, Argentijns zeiler
- 15 - Dmitri Fofonov, Kazachs wielrenner
- 15 - Boudewijn Zenden, Nederlands voetballer en voetbalcoach
- 16 - Nuria Fernández, Spaans atlete
- 16 - Keita Sawa, Japans autocoureur
- 16 - Vesa Vasara, Fins voetballer
- 17 - Natalie Gold, Amerikaans actrice
- 17 - Peter Gustafsson, Zweeds golfer
- 17 - Olena Krasovska, Oekraïens atlete
- 17 - Geertjan Lassche, Nederlands televisiejournalist
- 17 - Anders Rambekk, Noors voetballer
- 17 - Rolf van der Velde, Nederlands geweerschutter
- 18 - Tom Malchow, Amerikaans zwemmer
- 18 - Bryan Volpenhein, Amerikaans roeier
- 19 - Benoît Zwierzchiewski, Frans atleet
- 20 - István Gergely, Slowaaks-Hongaars waterpoloër
- 20 - Eugene Kingsale, Nederlands honkballer
- 20 - Marleen Sanderse, Nederlands paralympisch sportster
- 21 - Gillian O'Sullivan, Iers atlete
- 21 - Leonardo dos Santos Silva, Braziliaans voetballer
- 21 - Michiel Smit, Nederlands politicus
- 22 - Daniel Bennett, Zuid-Afrikaans voetbalscheidsrechter
- 23 - LaTasha Colander, Amerikaans atlete
- 24 - Simon Dennis, Brits roeier
- 24 - Björn van der Doelen, Nederlands voetballer
- 24 - Michiel Hulshof, Nederlands journalist, programmamaker en debatleider
- 24 - Nordin Wooter, Nederlands voetballer
- 24 - Yang Yang (A), Chinees shorttrackster
- 25 - Chantal Beltman, Nederlands wielrenster
- 25 - Alexander Skarsgård, Zweeds acteur
- 26 - Amaia Montero, Spaans zangeres
- 26 - Freya Piryns, Belgisch politica
- 26 - Sébastien Vieilledent, Frans roeier
- 27 - Sarah Chalke, Canadees actrice
- 27 - Carlos Moyá, Spaans tennisser
- 27 - John Stegeman, Nederlands voetballer en voetbalcoach
- 27 - Mark Webber, Australisch autocoureur
- 27 - Ysrael Zúñiga, Peruviaans voetballer
- 29 - Michael Blackwood, Jamaicaans atleet
- 29 - Art Rooijakkers, Nederlands televisiepresentator
- 29 - Jon Dahl Tomasson, Deens voetballer
- 30 - Rob Woestenborghs, Belgisch duatleet

### september

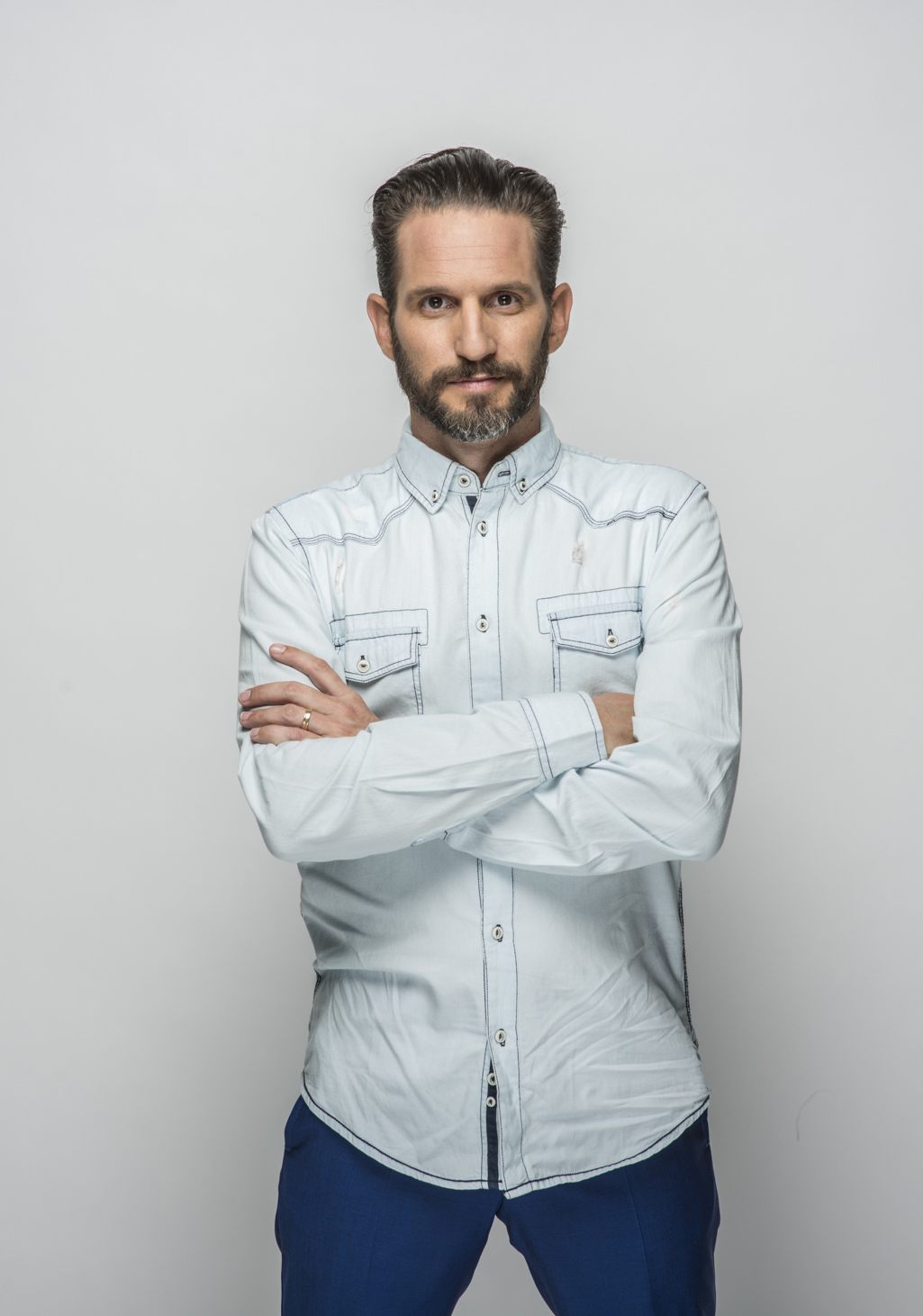
Guri Alfi
geboren op 18 september 1976

- 1 - Ivano Brugnetti, Italiaans atleet
- 1 - Marc Nygaard, Deens voetballer
- 2 - Marchy Lee, Hongkongs autocoureur
- 2 - Bernard Tchoutang, Kameroens voetballer
- 3 - Ashley Jones, Amerikaans soapactrice
- 3 - Samuel Kuffour, Ghanees voetballer
- 3 - Francisco Mancebo, Spaans wielrenner
- 3 - Ivan Vicelich, Nieuw-Zeelands voetballer
- 5 - Carice van Houten, Nederlands actrice
- 4 - Bjorn Haneveer, Belgisch snookerspeler
- 6 - Robin Atkin Downes, Brits (stem)acteur
- 6 - Tom Pappas, Amerikaans atleet
- 6 - Francisco Sánchez, Venezolaans zwemmer
- 7 - Shannon Elizabeth, Amerikaans actrice
- 7 - Oliver Hudson, Amerikaans acteur
- 8 - Andrés Cunha, Uruguayaans voetbalscheidsrechter
- 8 - Jervis Drummond, Costa Ricaans voetballer
- 8 - Sjeng Schalken, Nederlands tennisser
- 9 - Helena Kirop, Keniaans atlete
- 9 - Aki Riihilahti, Fins voetballer
- 10 - Greg Henderson, Nieuw-Zeelands wielrenner
- 10 - Gustavo Kuerten, Braziliaans tennisser
- 10 - Reinder Nummerdor, Nederlands volleyballer
- 11 - Marco Rose, Duits voetbaltrainer en voetballer
- 12 - Johan Bruinsma, Nederlands wielrenner
- 12 - Jolanda Čeplak, Sloveens atlete
- 12 - Maciej Żurawski, Pools voetballer
- 13 - Caroline Bastiaens, Belgisch politica
- 13 - Rianne Letschert, Nederlands hoogleraar en rector magnificus
- 14 - Agustín Calleri, Argentijns tennisser
- 14 - Kevin Lyttle, soca, R&B en dancehall-artiest uit Saint Vincent en de Grenadines
- 15 - Martijn Meerdink, Nederlands voetballer
- 15 - Paul Thomson, Schots drummer
- 16 - Fleur Agema, Nederlands politica
- 17 - Anjolie Wisse, Nederlands atlete
- 18 - Guri Alfi, Israëlisch komiek en acteur
- 18 - Hugo van den Broek, Nederlands atleet
- 18 - Sabine Hossenfelder, Duits theoretisch natuurkundige
- 19 - Raja Bell, Amerikaans basketballer
- 20 - Glenn Romney, Nederlands honkballer
- 20 - Denis Šefik, Servisch waterpoloër
- 21 - Shelley Conn, Engels actrice
- 21 - Jeļena Prokopčuka, Lets atlete
- 22 - Yannick Pelletier, Zwitsers schaker
- 22 - Ronaldo, Braziliaans voetballer
- 23 - Robert James-Collier, Brits acteur
- 24 - Mikel Artetxe, Spaans wielrenner
- 24 - Bruna Genovese, Italiaans atlete
- 24 - Maud Hawinkels, Nederlands televisiepresentatrice
- 24 - Olga Rjabinkina, Russisch atlete
- 24 - Yasser Shahin, Australisch-Palestijns ondernemer en autocoureur
- 25 - Chauncey Billups, Amerikaans basketballer
- 25 - Zé Elias, Braziliaans voetballer
- 25 - Petit, Portugees voetballer
- 25 - Denys Sylantjev, Oekraïens zwemmer
- 26 - Michael Ballack, Duits voetballer
- 26 - Georgi Demetradze, Georgisch voetballer
- 26 - Olivia O'Lovely, Amerikaans pornoactrice
- 26 - Sami Vänskä, ex-basgitarist van de Finse metalband Nightwish
- 27 - Sander Lantinga, Nederlands radio-dj en televisiepresentator
- 27 - Ingrid Schäfer-Poels, Nederlands politiechef (overleden 2025)
- 27 - Odette Simons, Nederlands televisiepresentatrice
- 27 - Francesco Totti, Italiaans voetballer
- 28 - Jaïr Ferwerda, Nederlands tv-presentator
- 29 - Óscar Sevilla, Spaans wielrenner
- 29 - Andrij Sjevtsjenko, Oekraïens voetballer
- 29 - Juan Wells, Surinaams-Nederlands popzanger en acteur
- 30 - Frank Dressler, Duits wielrenner

### oktober

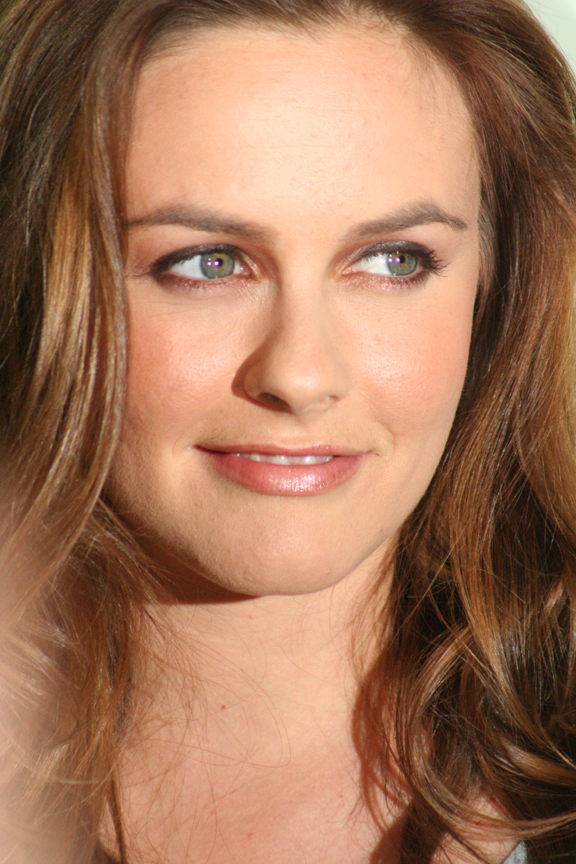
Alicia Silverstone
geboren op 4 oktober 1976

- 1 - Wasiu Taiwo, Nigeriaans voetballer
- 1 - Dora Venter, Hongaars pornoactrice
- 2 - Winston Gerschtanowitz, Nederlands acteur en televisiepresentator
- 2 - Vedran Runje, Kroatisch voetballer
- 3 - Seann William Scott, Amerikaans acteur
- 3 - Cheryl Webb, Australisch atlete
- 4 - Mauro Camoranesi, Argentijns-Italiaans voetballer
- 4 - Alicia Silverstone, Amerikaans actrice
- 5 - Carlos Cárdenas, Boliviaans voetballer
- 5 - Dennis Haar, Nederlands voetbaltrainer
- 5 - Froukje Jansen, Nederlands televisiepresentatrice en actrice
- 5 - Ramzan Kadyrov, Tsjetsjeens politicus
- 5 - Paul Matthijs, Nederlands voetballer
- 5 - Rico Rex, Duits kunstschaatser
- 6 - Aleksej Doedoekalo, Russisch autocoureur
- 6 - Klaas van Kruistum, Nederlands deejay en radiopresentator
- 6 - Stefan Postma, Nederlands voetballer
- 6 - Barbie Xu, Taiwanees actrice, zangeres en televisiepresentatrice (overleden 2025)
- 7 - Edwin Congo, Colombiaans voetballer
- 7 - Gilberto Silva, Braziliaans voetballer
- 8 - Bas Eickhout, Nederlands europarlementariër (GroenLinks)
- 8 - Purrel Fränkel, Nederlands voetballer
- 8 - Renate Groenewold, Nederlands schaatsster
- 9 - Greg Henderson, Nieuw-Zeelands wielrenner
- 10 - Bob Burnquist, Braziliaans-Amerikaans skateboarder
- 11 - Adriana Málková, Tsjechisch (naakt)model
- 12 - Kajsa Bergqvist, Zweeds atlete
- 12 - Raúl Guerrón, Ecuadoraans voetballer
- 13 - Vanessa Chinitor, Belgisch zangeres
- 13 - Carl Robinson, Welsh voetballer
- 13 - Nawaf Shukralla, Bahreins voetbalscheidsrechter
- 13 - Roos Van Acker, Belgisch presentatrice
- 13 - Ellemieke Vermolen, Nederlands televisiepresentatrice, actrice en fotomodel
- 14 - Eli Louhenapessy, Nederlands voetballer
- 14 - Bas Muijs, Nederlands acteur
- 15 - Richard S Johnson, Zweeds golfer
- 16 - Juan Ignacio Cerra, Argentijns atleet
- 17 - Sebastián Abreu, Uruguayaans voetballer
- 18 - Kjell Carlström, Fins wielrenner
- 19 - Leopold van Asten, Nederlands springruiter
- 19 - Breaux Greer, Amerikaans atleet
- 22 - Luke Adams, Australisch atleet
- 24 - Arturo Del Puerto, Amerikaans acteur
- 25 - Ridouane Es Saadi, Belgisch atleet
- 25 - Sonja Peters, Nederlands rolstoeltennisspeelster
- 25 - Anton Sicharoelidze, Russisch kunstschaatser
- 26 - Corrie de Bruin, Nederlands atlete
- 26 - Filipe de Souza, Macaus autocoureur
- 26 - Jeremy Wotherspoon, Canadees schaatser
- 27 - Ariel Ibagaza, Argentijns voetballer
- 27 - Thomas Jäger, Duits autocoureur
- 27 - Sebastián Firpo, Argentijns volleyballer
- 28 - Peggy Vrijens, Nederlands actrice
- 29 - Dameon Johnson, Amerikaans atleet
- 30 - David Hahn, Amerikaans persoon, bijgenaamd "Radioactive Boy Scout" (overleden 2016)
- 30 - Raffaele Ferrara, Italiaans wielrenner
- 30 - Sabien Tiels, Belgisch zangeres
- 31 - Nova van Dijk, Nederlands actrice
- 31 - José María Gutiérrez, Spaans voetballer
- 31 - Piper Perabo, Amerikaans actrice

### november
- 2 - Daniel da Cruz Carvalho, Portugees voetballer
- 2 - Thierry Omeyer, Frans handballer
- 3 - Jake Shimabukuro, Amerikaans ukelele-speler
- 4 - Sander van Gessel, Nederlands voetballer
- 4 - Mario Melchiot, Nederlands voetballer
- 4 - Alexander Popp, Brits-Duits tennisser
- 4 - Makoto Tamada, Japans motorcoureur
- 6 - Atsushi Fujita, Japans atleet
- 7 - Pierre Kaffer, Duits autocoureur
- 7 - Mark Philippoussis, Australisch tennisser
- 8 - Vlado Glođović, Servisch voetbalscheidsrechter
- 8 - Sylvia Karres, Nederlands hockeyster
- 10 - Steffen Iversen, Noors voetballer
- 10 - Shefki Kuqi, Fins-Kosovaars voetballer
- 11 - Coen Boerman, Nederlands wielrenner
- 11 - Martin Fabuš, Slowaaks voetballer
- 11 - Gábor Kismarty-Lechner, Hongaars autocoureur
- 12 - Mirosław Szymkowiak, Pools voetballer
- 13 - Dmitri Dorofejev, Russisch schaatser
- 13 - Bob de Jong, Nederlands schaatser
- 13 - Alessio Sartori, Italiaans roeier
- 13 - Kelly Sotherton, Brits atlete
- 14 - František Čermák, Tsjechisch tennisser
- 16 - Salina Kosgei, Keniaans atlete
- 16 - Daniël Rijaard, Nederlands voetballer
- 16 - Martijn Zuijdweg, Nederlands zwemmer
- 18 - Matt Welsh, Australisch zwemmer
- 19 - Jack Dorsey, Amerikaans softwareontwikkelaar en ondernemer
- 19 - Benny Vansteelant, Belgisch atleet (overleden 2007)
- 20 - Mohamed Barakat, Egyptisch voetballer
- 20 - Ji Yun-nam, Noord-Koreaans voetballer
- 22 - Torsten Frings, Duits voetballer
- 22 - Ville Valo - Fins-Hongaars zanger
- 23 - Cüneyt Çakır, Turks voetbalscheidsrechter
- 23 - Daniele Orsato, Italiaans voetbalscheidsrechter
- 23 - Joe Sumner, Engels muzikant
- 24 - Chen Lu, Chinees kunstschaatsster
- 25 - Corey Sweet, Australisch wielrenner
- 28 - Gordan Kožulj, Kroatisch zwemmer
- 28 - Don van der Linden, Nederlands paralympisch sporter
- 29 - Chadwick Boseman, Amerikaans acteur, regisseur en scenarioschrijver (overleden 2020)
- 30 - Iveta Apkalna, Lets organiste
- 30 - Hüseyin Göçek, Turks voetbalscheidsrechter
- 30 - Eva van Kempen, Nederlands edelsmid en sieraadontwerper
- 30 - Eneko Llanos, Spaans triatleet

### december
- 1 - Tomasz Adamek, Pools bokser
- 1 - Jackson Kabiga, Keniaans atleet
- 1 - Cecilia Rognoni, Argentijns hockeyspeelster
- 1 - Matthew Shepard, Amerikaans student (overleden 1998)
- 2 - Vladimír Janočko, Slowaaks voetballer
- 2 - Roel Vanderstukken, Belgisch acteur
- 4 - Mbo Mpenza, Belgisch voetballer
- 5 - Rachel Komisarz, Amerikaans zwemster
- 6 - Paul Crake, Australisch wielrenner
- 6 - Sara Dögg Ásgeirsdóttir, IJslands actrice
- 6 - Lindsay Price, Amerikaans actrice
- 7 - Dave Bruylandts, Belgisch wielrenner
- 8 - Danny Ildefonso, Filipijns basketballer
- 8 - Dominic Monaghan, Brits acteur
- 9 - René Hoppe, Duits bobsleeër
- 10 - Shane Byrne, Brits motorcoureur
- 10 - Fidan Ekiz, Nederlands journaliste, presentatrice en documentairemaakster
- 10 - Ivan Peroti, Nederlands tekstschrijver en zanger
- 11 - Shareef Abdur-Rahim, Amerikaans basketballer
- 11 - László Bodrogi, Hongaars wielrenner
- 11 - Tatjana Kotova, Russisch atlete
- 11 - Timmy Simons, Belgisch voetballer
- 13 - Radosław Sobolewski, Pools voetballer
- 13 - Gheorghe Stratulat, Moldavisch voetballer
- 14 - Wim Coenen, Belgisch stand-upcomedian, imitator en radiomaker
- 14 - André Couto, Portugees-Macaus autocoureur
- 14 - Petter Hansson, Zweeds voetballer
- 14 - Igor Tomašić, Kroatisch voetballer
- 17 - Éric Bédard, Canadees shorttracker
- 17 - Patrick Müller, Zwitsers voetballer
- 17 - Andrew Simpson, Brits zeiler (overleden 2013)
- 18 - Lindsay Armaou, Iers musicus
- 19 - Eva Duijvestein, Nederlands actrice
- 19 - Theo Lucius, Nederlands voetballer
- 21 - Mirela Maniani, Grieks-Albanees atlete
- 22 - Katleen De Caluwé, Belgisch atlete
- 22 - Kiyoko Shimahara, Japans atlete
- 23 - Joanna Hayes, Amerikaans atlete
- 24 - Peter Genyn, Belgisch paralympisch sporter
- 24 - Philip Rothman, Amerikaans componist, dirigent en slagwerker
- 25 - Karin Amatmoekrim, Surinaams-Nederlands schrijfster
- 25 - Daniëlle Bekkering, Nederlands marathonschaatsster
- 25 - Armin van Buuren, Nederlands trance-deejay en producer
- 25 - Tuomas Holopainen, Fins keyboardspeler
- 25 - Percy Isenia, Nederlands honkballer
- 26 - Andrea Absolonová, Tsjechisch schoonspringster en pornoactrice (overleden 2004)
- 26 - Stéphane Demets, Belgisch voetballer
- 26 - Jake Wetzel, Amerikaans en Canadees roeier
- 27 - Peter Haesaerts, Belgisch atleet
- 28 - Jens Edman, Zweeds autocoureur
- 29 - Timothy Cherigat, Keniaans atleet
- 29 - Sonja Deckers, Belgisch atlete
- 29 - Katherine Moennig, Amerikaans actrice
- 30 - Wilson Oruma, Nigeriaans voetballer
- 30 - Thijs Slegers, Nederlands sportjournalist (overleden 2023)
- 31 - Ibrahima Bakayoko, Ivoriaans voetballer
- 31 - Ivan Woods, Maltees voetballer

### datum onbekend
- Joep Beving, Nederlands pianist en componist
- Steve Cavanagh, Noord-Iers advocaat en schrijver
- Julien Jabre, Frans houseproducer
- Magda Mendes, Portugees zangeres
- Lex Passchier, Nederlands theaterproducent
- Claire Polders, Nederlands schrijfster
- Natalie Righton, Nederlands onderzoeksjournaliste
- Nicole Terborg, Nederlands journaliste, presentatrice, radiomaker en religiewetenschapper
- Mirjam Tschopp, Zwitsers violiste
- Jonathan Yego, Keniaans atleet

## Weerextremen in België
- 2 januari: Zware storm met windstoten tot 150 km/h in Oostende. Storm en hoogtij, veroorzaakt dijkbreuken in de streek van Ruisbroek (Puurs) met overstromingen in de provincie Antwerpen.
- 29 april: De algemene droogte veroorzaakt verschillende branden in de Hoge Venen.
- lente: Na 1893 lente met laagste neerslagtotaal: 69 mm (normaal 196,2 mm).
- 5 juni: Minimumtemperatuur in Rochefort: –1,6 °C.
- juni: Juni met hoogste gemiddelde maximumtemperatuur: 24,5 °C (normaal 20,2 °C).
- juni: Juni met hoogste zonneschijnduur : 326 uur (normaal 226 uur).
- juni: Juni met laagste neerslagtotaal: een neerslagtotaal met 12,1 mm (normaal 67,4 mm).
- juni: Juni met laagste relatieve vochtigheid: 64% (normaal 76,9%).
- 3 juli: Maximumtemperatuur tot 36,4 °C in Leopoldsburg en 36,7 °C in Ukkel.
- 8 juli: Einde van de langste hittegolf. Tussen 23 juni en 8 juli blijft de maximumtemperatuur in Ukkel gedurende zestien opeenvolgende dagen boven 30 °C.
- 10 juli: Gemiddelde temperatuur van de decade in Ukkel: 25,0 °C. Warmste decade van de eeuw (ex aequo met de laatste decade van de voorbije maand juni).
- 18 juli: Neerslagtotaal van 82 mm in Amel.
- zomer: Na 1947 zomer met hoogste zonneschijnduur : 817,7 (normaal 665,9 u).
- zomer: Na 2003 zomer met hoogste gemiddelde temperatuur: 19,2 °C (normaal 17,0 °C).

Bron: KMI Gegevens Ukkel 1901-2003  met aanvullingen